# Jens Salumäe
Jens Salumäe (ur. 15 marca 1981 w Tallinnie) – estoński narciarz klasyczny startujący w kombinacji norweskiej i skokach narciarskich, olimpijczyk, reprezentant klubów narciarskich Nõmme SK i Puijon Hiihtoseura.

## Życiorys
Do 2002 na międzynarodowej arenie startował przeważnie w zawodach kombinacji norweskiej. Przed sezonem 2002/2003 podjął decyzję o tym, że będzie występował wyłącznie w konkursach skoków narciarskich.
Trzeci zawodnik klasyfikacji generalnej Pucharu Świata B w kombinacji norweskiej w sezonie 2001/2002.
Trzykrotny uczestnik zimowych igrzysk olimpijskich w latach 1998–2006. Jego najlepszym wynikiem olimpijskim było 11. miejsce w drużynowym konkursie kombinacji norweskiej w Nagano, a największym indywidualnym osiągnięciem na igrzyskach olimpijskich – 23. miejsce w konkursie skoków na dużym obiekcie w Turynie.
Pięciokrotny uczestnik mistrzostw świata w narciarstwie klasycznym w latach 1999–2007. Najwyższe miejsce na mistrzostwach świata zajął w kombinacji norweskiej w Lahti – był 11. w konkursie drużynowym i 17. indywidualnie w sprincie. W skokach jego najlepszym wynikiem było 37. miejsce na normalnej skoczni w Oberstdorfie. W latach 2004–2006 uczestniczył również w mistrzostwach świata w lotach narciarskich – najlepszy wynik uzyskał w Planicy, plasując się na 25. miejscu.
Pierwszy w historii reprezentant Estonii, który zdobył punkty do klasyfikacji generalnej Pucharu Świata w skokach narciarskich (30 listopada 2002 w Ruce). Pozycje punktowane w PŚ w skokach zajmował sześciokrotnie w latach 2002–2006. Najwyższe w karierze, 21. miejsce, osiągnął w listopadzie 2003 w Ruce. Z kolei najlepszy rezultat w Pucharze Świata A w kombinacji norweskiej to 15. pozycja z Liberca ze stycznia 2002.
Rekordzista Estonii w długości skoku narciarskiego w latach 2004–2012 z rezultatem 195 metrów, osiągniętym na skoczni w Planicy.
Multimedalista letnich i zimowych mistrzostw Estonii w skokach narciarskich w latach 1998–2008 – w zimowych mistrzostwach zdobył łącznie siedem medali (trzy złote, trzy srebrne i jeden brązowy), a w letnich dziesięć (sześć złotych i cztery srebrne). Złoty i dwukrotny brązowy medalista mistrzostw Estonii w kombinacji norweskiej w latach 1999–2002. Dwukrotny brązowy medalista mistrzostw Finlandii w skokach narciarskich w konkursach drużynowych w latach 2006–2007.
W 2008 zakończył sportową karierę i założył działalność rzemieślniczą w Kuopio – firmę specjalizującą się w budowie drewnianych domów.

## Życie prywatne
Jens Salumäe jest w związku małżeńskim z Aiki Aigro (po ślubie Aiki Salumäe) – córką Kaleva Aigro, estońskiego dwuboisty klasycznego, wielokrotnego medalisty mistrzostw kraju. Ślub odbył się w lutym 2009 w Pühajärve. Para ma syna, który urodził się 18 maja 2011 roku w szpitalu uniwersyteckim w Kuopio.
Naukę jazdy na nartach rozpoczął w wieku sześciu lat, w 1987 w ośrodku treningowym w Tallinnie, w którym szkolili się m.in. Tiit Talvari, Tiit Tamme, Taivo Tigase i Allar Levandi. Jego pierwszym trenerem był Indrek Possul.
Ukończył gimnazjum sportowe w Otepää, a w 2003 szkołę zawodową w Tallinnie. Mieszkał w Saku, a później przeprowadził się do Finlandii, gdzie wspólnie z rodziną mieszka w Kuopio. Przez rok studiował leśnictwo, jednak studiów tych nie ukończył.
Poza ojczystym językiem estońskim zna języki angielski i fiński. Jest członkiem klubu Untamon Urheilu z Kuopio, z którym uczestniczy w zawodach joggingowych i łyżwiarskich.
W Kuopio wspólnie z Jarmo Miettinenem prowadzi zakład rzemieślniczy „Käsityöhirsi”, specjalizujący się w budowie drewnianych domów.

## Przebieg kariery

### Początki kariery (do 2001)

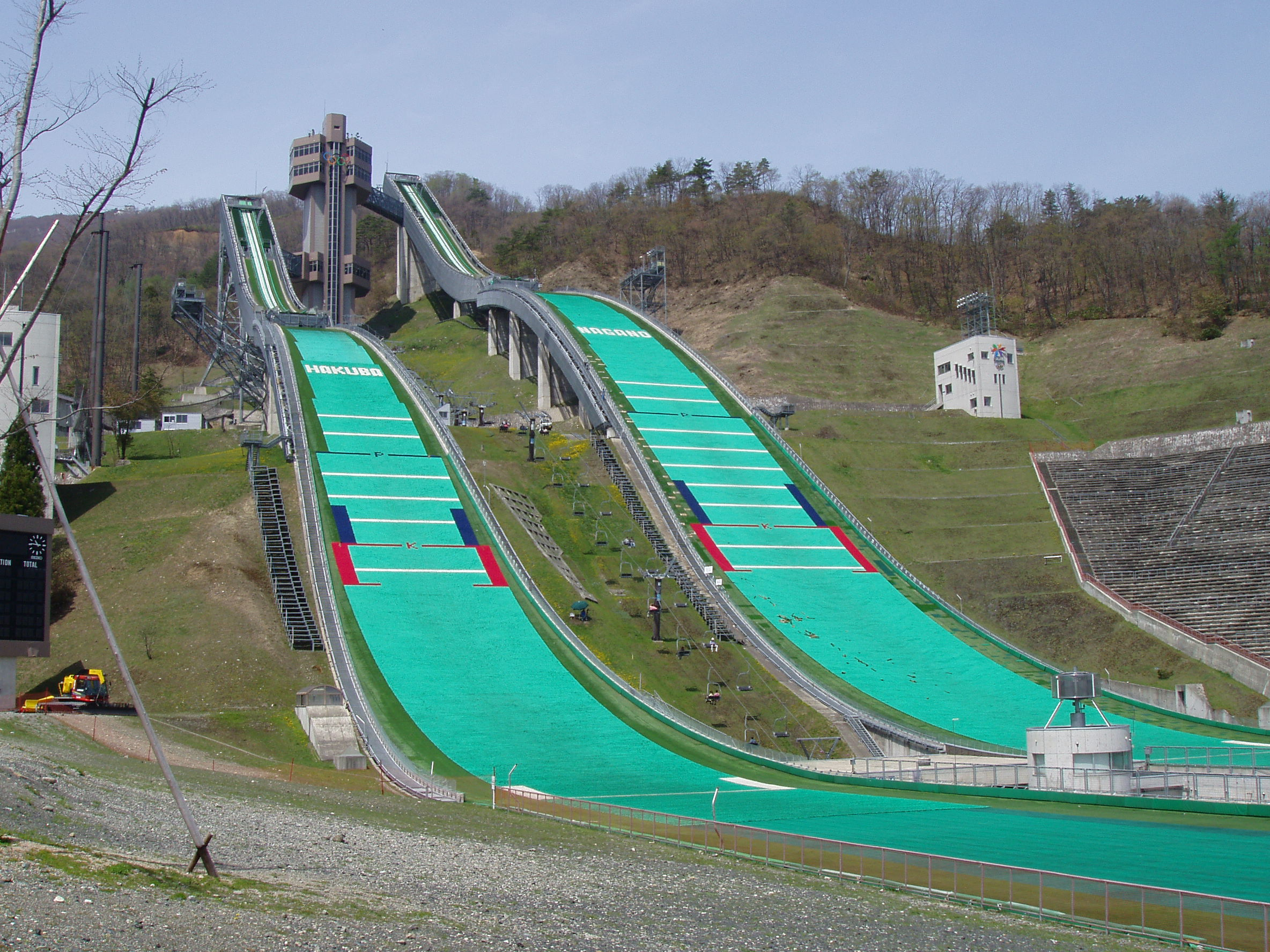
Skocznie Olimpijskie w Hakubie – arena zmagań skoczków narciarskich i kombinatorów norweskich podczas igrzysk w Nagano w 1998 roku

W latach 1995–2000 wielokrotnie stał na podium mistrzostw Estonii juniorów w kombinacji norweskiej i skokach narciarskich. W październiku 1995 w Tallinnie był drugi w kombinacji i trzeci w skokach w kategorii do 16 lat. W marcu 1996 powtórzył te osiągnięcia, a w październiku zwyciężył w skokach i kombinacji. We wrześniu wygrał również obie rywalizacje w kategorii do 18 lat w Otepää. W styczniu 1997 w Otepää był drugi w kombinacji i skokach do lat 18 oraz trzeci w skokach w kategorii do lat 16. W marcu tego roku zwyciężył w kombinacji do lat 16. W marcu 1998 zwyciężył w skokach i kombinacji do lat 18 w Otepää. Rok później zwyciężył w skokach do lat 18, a we wrześniu 1999 w kombinacji do lat 20. W styczniu 2000 roku został mistrzem kraju w skokach narciarskich do lat 20.
W marcu 1996 roku wystąpił w konkursie Pucharu Kontynentalnego w skokach narciarskich w Rovaniemi. Po skoku na 56 metrów zajął 68. miejsce, ex aequo ze Stefanem Grannarsem, w gronie 76 zawodników. W styczniu 1999 w Braunlage zajął 17. miejsce w międzynarodowym konkursie skoków z cyklu Internationaler Harzpokalsprunglauf.
Na początku międzynarodowej kariery startował głównie w zawodach w kombinacji norweskiej. W lutym 1998 wziął udział w igrzyskach olimpijskich w Nagano i zajął 39. miejsce w konkursie indywidualnym oraz 11. w drużynowym, wspólnie z Ago Markvardtem, Tambetem Pikkorem i Magnarem Freimuthem. Niedługo później w Otepää zdobył pierwszy w karierze złoty medal seniorskich mistrzostw Estonii w skokach narciarskich, zwyciężając z przewagą ponad 16 punktów nad drugim w klasyfikacji, Magnarem Freimuthem.
W grudniu 1998 zajął trzynaste miejsce w konkursie Pucharu Świata B w kombinacji norweskiej w Vuokatti oraz 25. miejsce w zawodach tego cyklu w Otepää.
W styczniu 1999 w Otepää zajął trzecie miejsce w zawodach indywidualnych (bieg na 15 km i skoki na obiekcie K-70) w mistrzostwach Estonii w kombinacji norweskiej, przegrywając z Villu Tederem i Rauno Pikkorem. W lutym tego roku w Ramsau zadebiutował w mistrzostwach świata w narciarstwie klasycznym, uczestnicząc w dwóch konkursach indywidualnych – w zawodach rozgrywanych metodą Gundersena zajął 41. miejsce, a w sprincie był 48.
W marcu tego roku w Klingenthal zajął 11. miejsce w sprincie rozgrywanym w ramach Pucharu Świata B. W klasyfikacji generalnej na koniec sezonu uplasował się na 54. miejscu z dorobkiem 29 punktów.
W marcu zajął też trzecie miejsce w sprincie w krajowych mistrzostwach, przegrywając z Tederem i Roometem Pikkorem, natomiast we wrześniu został letnim mistrzem kraju w skokach narciarskich. Zawody wygrał z przewagą ponad 23 punktów nad drugim zawodnikiem, Jaanem Jürisem.
W styczniu 2000 wziął udział w rywalizacji kombinatorów norweskich na mistrzostwach świata juniorów w Szczyrbskim Jeziorze. W konkursie indywidualnym rozgrywanym metodą Gundersena zajął 15. miejsce, a w sprincie uplasował się na 38. pozycji.
W sezonie 1999/2000 dwukrotnie zdobył punkty do klasyfikacji generalnej Pucharu Świata B – w lutym 2000 w Andelsbuch był trzynasty, a w Mislinji ósmy. Dało mu to łącznie 31 punktów i 51. miejsce w klasyfikacji.
Również w lutym tego roku został wicemistrzem kraju w skokach narciarskich, ustępując tylko Tambetowi Pikkorowi. W sierpniu i wrześniu 2000 wziął udział w Letnim Grand Prix w kombinacji norweskiej – w Klingenthal zajął 42. miejsce w biegu masowym, w Steinbach był 22. w konkursie indywidualnym rozgrywanym metodą Gundersena, a w Stams zajął 28. pozycję w sprincie.
We wrześniu został ponadto podwójnym mistrzem kraju w skokach narciarskich – indywidualnie i w drużynie Nõmme SK I, w której wystąpił wraz z Vahurem Tasane i Priitem Estermaa.
W grudniu 2000 wystąpił w inaugurujących sezon 2000/2001 konkursach Pucharu Świata B w Salt Lake City. W sprincie zajął 31. miejsce, w konkursie indywidualnym był 28., a w biegu masowym uplasował się na 26. pozycji. W Calgary zdobył jedyne w sezonie punkty do klasyfikacji generalnej tego cyklu. W sprincie zajął dziesiąte miejsce, a w biegu indywidualnym rozgrywanym metodą Gundersena pozycję dziewiątą.
Na przełomie 2000 i 2001 zmagał się z problemami zdrowotnymi. W związku z przetrenowaniem miał problemy z sercem oraz niewłaściwy poziom hemoglobiny we krwi.
W styczniu 2001 zajął 31. miejsce w sprincie w Pucharze Świata B w Predazzo oraz piąte miejsce w drużynowym konkursie w Klingenthal, wspólnie z Tambetem Pikkorem i Villu Tederem.
Na początku lutego 2001 wziął udział we wszystkich trzech zawodach w kombinacji norweskiej na mistrzostwach świata juniorów w Karpaczu. W pierwszym konkursie indywidualnym, rozgrywanym metodą Gundersena, zajął 15. miejsce. Po skokach plasował się na trzeciej pozycji, jednak w biegu uzyskał 41. rezultat i spadł w klasyfikacji. Następnie uczestniczył w zawodach drużynowych. Estońska reprezentacja, w której wystąpili Vahur Tasane, Vaiko Leetoja, Jens Salumäe i Tiit Orlovski, zajęła jedenaste miejsce wśród piętnastu startujących zespołów. W sprincie Salumäe zajął piąte miejsce. Podobnie jak w pierwszych zawodach indywidualnych, po pierwszej części rywalizacji zajmował trzecią lokatę. W biegu uzyskał 23. czas i w efekcie wyprzedzili go czwarty po skoku Andrej Jezeršek i piąty Norihito Kobayashi.
Pod koniec lutego po raz drugi w karierze wziął udział w mistrzostwach świata. W Lahti wystartował we wszystkich trzech konkurencjach w kombinacji norweskiej – w konkursie indywidualnym rozgrywanym metodą Gundersena (skoki na skoczni normalnej i bieg na 15 km) zajął 40. miejsce, w sprincie (skoki na skoczni dużej i bieg na 7,5 km) uplasował się na 17. miejscu, a w konkursie drużynowym (skoki na skoczni normalnej i sztafeta 4×5 km) zajął ostatnie, 11. miejsce, startując w zespole z Vahurem Tasane, Villu Tederem i Tambetem Pikkorem. Osiągnięte przez Salumäe siedemnaste miejsce w sprincie było jego najlepszym osiągnięciem indywidualnym na zawodach rangi mistrzowskiej. W sprincie po pierwszej części rywalizacji (skokach) Salumäe plasował się na trzecim miejscu, za Jaakko Tallusem i Marco Baacke. Słabszy czas biegu (51. wynik) spowodował jednak jego spadek w klasyfikacji. W pierwszym konkursie indywidualnym sytuacja była dość podobna – po skokach Estończyk zajmował ósme miejsce, a w biegu uzyskał 53. rezultat i spadł na dalszą pozycję.
W marcu w Oslo po raz pierwszy w karierze wystąpił w Pucharze Świata w kombinacji norweskiej. W pierwszych zmaganiach (na dystansie 15 km) nie ukończył rywalizacji i nie został sklasyfikowany, w drugich (na dystansie 7,5 km) zajął 47. miejsce, wyprzedzając Matthiasa Menza.
W końcowej klasyfikacji sezonu 2000/2001 w Pucharze Świata B w kombinacji norweskiej zajął 43. miejsce z dorobkiem 33 punktów. W klasyfikacji sprinterskiej zajął natomiast 51. miejsce z 16 punktami na koncie.
Krótko po zakończeniu sezonu na arenie międzynarodowej zajął trzecie miejsce w mistrzostwach Estonii w skokach, przegrywając z Jaanem Jürisem i Tambetem Pikkorem.

### Sezon 2001/2002

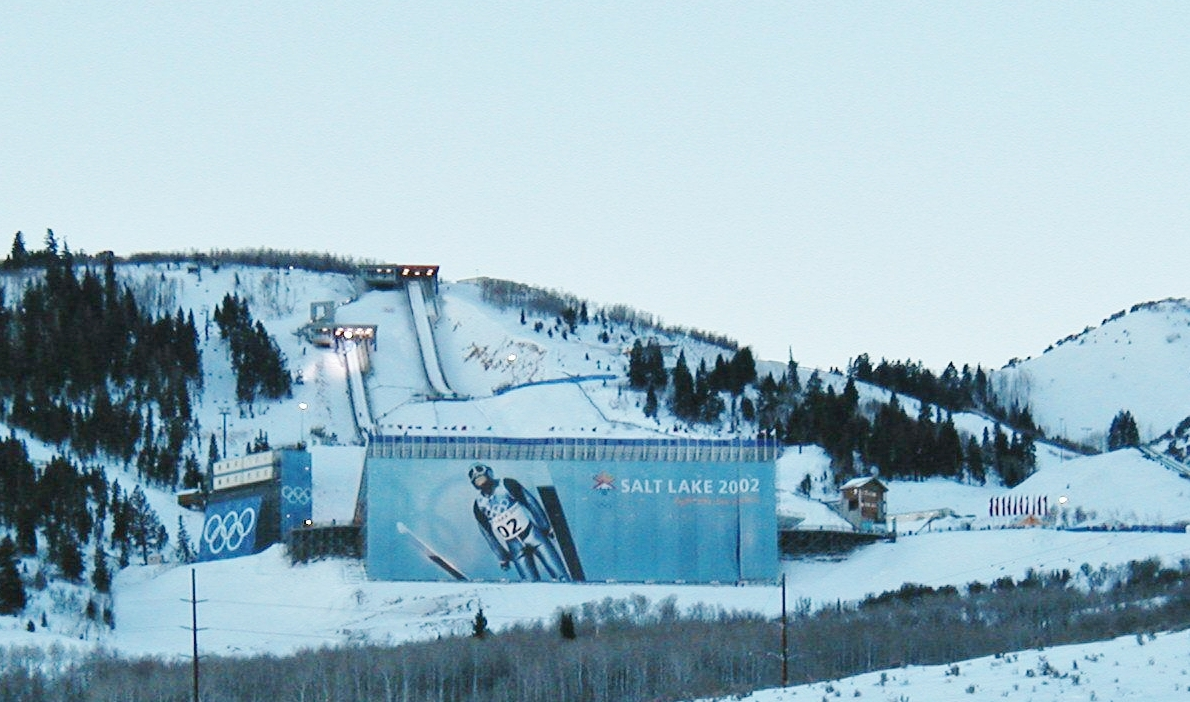
Utah Olympic Park Jumps – arena zmagań skoczków narciarskich i kombinatorów norweskich podczas igrzysk w Salt Lake City w 2002 roku

W sierpniu i wrześniu 2001 został podwójnym letnim wicemistrzem kraju w skokach – indywidualnie i drużynowo, wspólnie z Estermaa i Tasane.
We wrześniu wziął udział w Letnim Grand Prix w kombinacji norweskiej – w Ramsau zajął 30. miejsce, a w Bechtesgaden był 29.
Sezon zimowy 2001/2002 rozpoczął od występów w Pucharze Świata w kombinacji norweskiej. W listopadzie 2001 w Kuopio zajął 27. miejsce w konkursie rozgrywanym metodą Gundersena (bieg na 15 km + duża skocznia) i 25. miejsce w sprincie. Zdobył tym samym pierwsze w karierze punkty do klasyfikacji generalnej PŚ. W grudniu 2001 wystartował w trzech zawodach tej rangi – w Lillehammer był 39. w konkursie rozgrywanym metodą Gundersena, w Zakopanem był 40. w biegu masowym, a w Szczyrbskim Jeziorze zajął 34. miejsce w sprincie. Ponadto dwukrotnie zajął dwunaste miejsce w konkursach Pucharu Świata B w Planicy – w zawodach rozgrywanych metodą Gundersena i w sprincie. Pod koniec grudnia został mistrzem kraju w kombinacji norweskiej, wygrywając sprint w Otepää.
W styczniu 2002 sześciokrotnie uczestniczył w konkursach Pucharu Świata. Najlepszy rezultat osiągnął 19 stycznia w Libercu w zawodach rozgrywanych metodą Gundersena, w których zajął 15. miejsce. Ponadto był 17. w Ramsau w biegu masowym, 27. w Schonach, 32. w sprincie w Libercu i 40. w Reit im Winkl, a w sprincie w Val di Fiemme nie został sklasyfikowany – po skoku zajmował 42. miejsce, jednak w biegu nie wystartował.
W lutym 2002 po raz drugi w karierze wystąpił w zimowych igrzyskach olimpijskich. W kombinacji norweskiej uplasował się na 40. miejscu w biegu indywidualnym i na 37. w sprincie. Zadebiutował ponadto w olimpijskiej rywalizacji w skokach narciarskich, zajmując 49. miejsce w konkursie na dużej skoczni.
Podczas igrzysk podjął decyzję o rezygnacji ze startów w kombinacji norweskiej na rzecz skoków narciarskich. W kombinacji występował jeszcze do końca sezonu 2001/2002, następnie rozpoczął starty tylko w skokach
Po igrzyskach w Salt Lake City wziął udział jeszcze w trzech konkursach Pucharu Świata B w kombinacji norweskiej – w Calgary zajął 30. miejsce w konkursie rozgrywanym metodą Gundersena i 7. miejsce w biegu masowym, a w Lake Placid był 15. w sprincie. W konkursie w Lake Placid po skokach plasował się na trzeciej pozycji, słabszy bieg sprawił jednak jego spadek w końcowej tabeli zawodów. W klasyfikacji generalnej sezonu 2001/2002 w Pucharze Świata B zajął trzecie miejsce z dorobkiem 226 punktów.
W marcu 2002 wystartował ponadto w trzech konkursach Pucharu Kontynentalnego w skokach narciarskich na normalnym obiekcie w Vikersund. Zajął 28., 21. i 26. miejsce, dzięki czemu zdobył pierwsze w karierze punkty do klasyfikacji generalnej tego cyklu. W klasyfikacji zajął 164. miejsce z dorobkiem 20 punktów, ex aequo z Janem Ottarem Andersenem. Następnie, 21 marca zdobył drugi w karierze indywidualny tytuł zimowego mistrza Estonii w skokach narciarskich, triumfując w Otepää z przewagą ponad 10 punktów nad drugim Jaanem Jürisem.

### Sezon 2002/2003

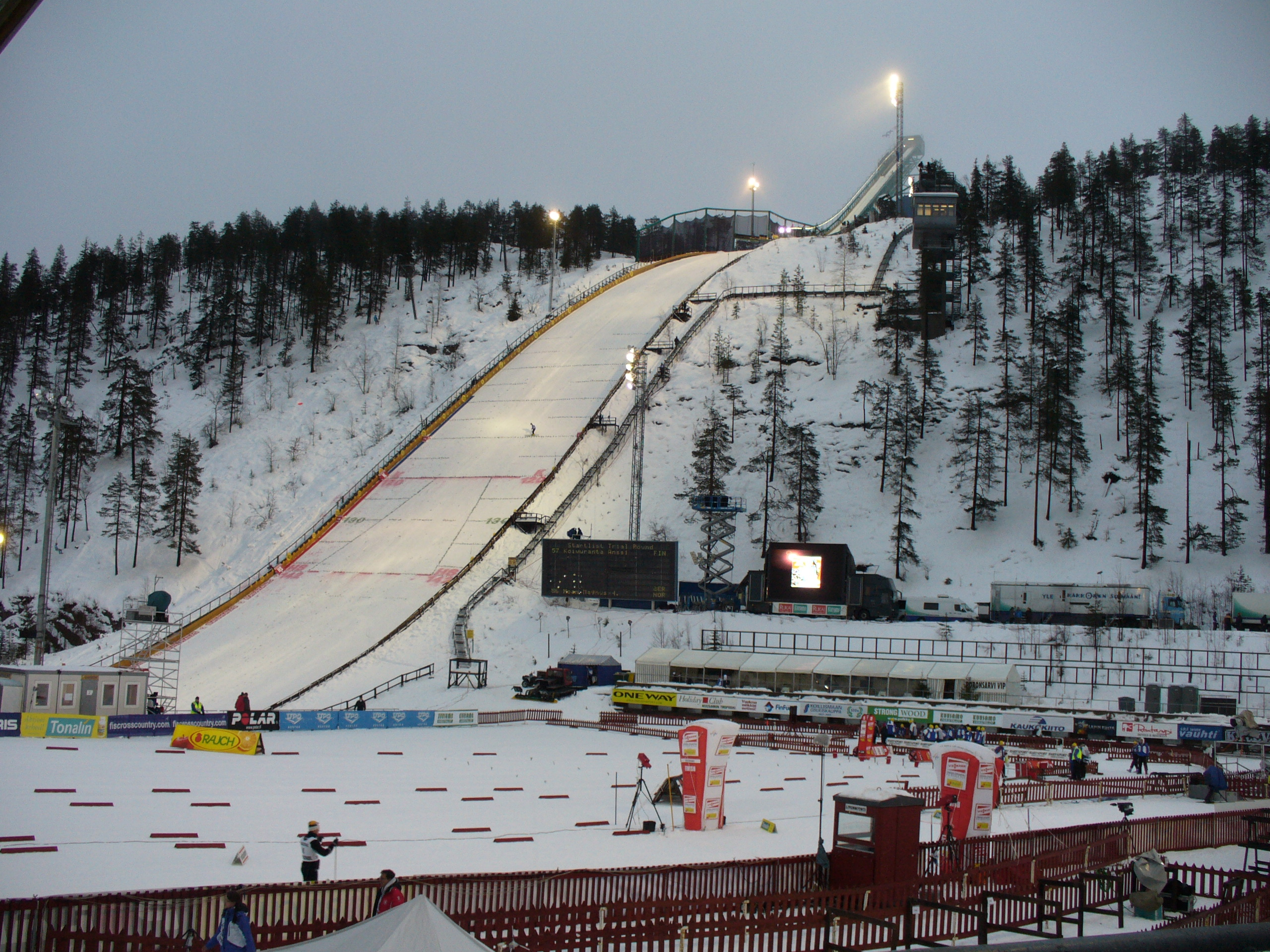
Rukatunturi w Ruce – skocznia, na której Salumäe jako pierwszy Estończyk zdobył punkty Pucharu Świata w skokach narciarskich

Od lipca do sierpnia 2002 roku wystąpił w czterech zawodach Letniego Pucharu Kontynentalnego. Raz uplasował się na pozycji punktowanej, zajmując 27. miejsce w Velenju. W sierpniu i wrześniu startował również w Letnim Grand Prix w skokach narciarskich, jednak tylko raz awansował do konkursu głównego – 7 września w Lahti zajął 43. miejsce. We wrześniu został letnim wicemistrzem Estonii w skokach narciarskich. Przegrał tylko z Jaanem Jürisem ze stratą 15,9 punktu.
Przed rozpoczęciem sezonu zimowego miał problem ze zbyt dużą wagą – przekraczała ona 70 kg. Problem ten udało mu się jednak rozwiązać i zmniejszyć masę ciała do 67 kg poprzez bieganie na nartach. W połowie października, wspólnie z Jaanem Jürisem, po raz pierwszy wziął udział w treningu w tunelu aerodynamicznym w Helsinkach. Pomysłodawcą odbycia takiego treningu był ówczesny szkoleniowiec estońskiej reprezentacji, Hillar Hein.
Sezon zimowy Salumäe rozpoczął od startu w listopadowych zawodach Pucharu Świata w Ruce. Do pierwszego konkursu nie awansował (odpadł w kwalifikacjach), w drugim zajął 29. miejsce, zdobywając pierwsze w karierze punkty do klasyfikacji generalnej. Został tym samym pierwszym reprezentantem Estonii, który zdobył punkty Pucharu Świata w skokach narciarskich. W grudniu wystąpił w trzech konkursach Pucharu Kontynentalnego – w Lahti zajął 26. i 33. miejsce, a w Sankt Moritz został sklasyfikowany na 26. pozycji.
Na przełomie grudnia 2002 i stycznia 2003 po raz pierwszy w karierze wziął udział w seriach kwalifikacyjnych do konkursów Turnieju Czterech Skoczni. Zaprezentował się w kwalifikacjach na wszystkich czterech skoczniach (w Oberstdorfie, Garmisch-Partenkirchen, Innsbrucku i Bischofshofen), jednak ani razu nie zakwalifikował się do zawodów głównych. Po zakończeniu turnieju, w styczniu i lutym wciąż startował w Pucharze Świata, jednak cztery z siedmiu startów zakończył na kwalifikacjach, było to dwukrotnie w Zakopanem i dwukrotnie w Tauplitz. W konkursach głównych wystąpił w Libercu (45. miejsce) oraz dwa razy w Willingen (43. i 47. miejsce). Podczas pierwszej serii treningowej przed kwalifikacjami do zawodów Pucharu Świata w Tauplitz, 30 stycznia 2013 roku ustanowił swój rekord życiowy w długości skoku – uzyskał 161,5 metra, poprawiając dotychczasowy rekord o prawie 30 metrów.
Pod koniec lutego 2003 po raz pierwszy w karierze znalazł się w składzie estońskiej reprezentacji skoczków narciarskich na mistrzostwa świata w narciarstwie klasycznym. Wziął udział w kwalifikacjach do obu konkursów indywidualnych na skoczniach w Predazzo, jednak w obu przypadkach nie awansował do zawodów. Po mistrzostwach, w marcu jeszcze trzykrotnie startował w kwalifikacjach do zawodów Pucharu Świata (dwukrotnie w Lahti i raz w Planicy), jednak ani razu nie zdołał awansować do konkursu głównego. W marcu w seriach treningowych przed kwalifikacjami do zawodów Pucharu Świata w Planicy dwukrotnie poprawił swój rekord życiowy – najpierw skoczył 168,5 m, a następnie 176,5 m.
Zimowy sezon 2002/2003 zakończył na 82. miejscu w klasyfikacji generalnej Pucharu Świata z dorobkiem dwóch punktów, ex aequo z Ingemarem Mayrem, oraz na 181. miejscu w Pucharze Kontynentalnym, w którym zdobył dziesięć punktów, tak jak Florian Knaus, Ingemar Mayr, Tomokazu Miura i Stephen Mackay. W obu cyklach był jednym z dwóch sklasyfikowanych Estończyków, obok Jaana Jürisa, w obu jednak uzyskał od niego słabsze wyniki punktowe.
W marcu 2003 został wicemistrzem Estonii w skokach, przegrywając z Jaanem Jürisem o 18,5 punktu.

### Sezon 2003/2004

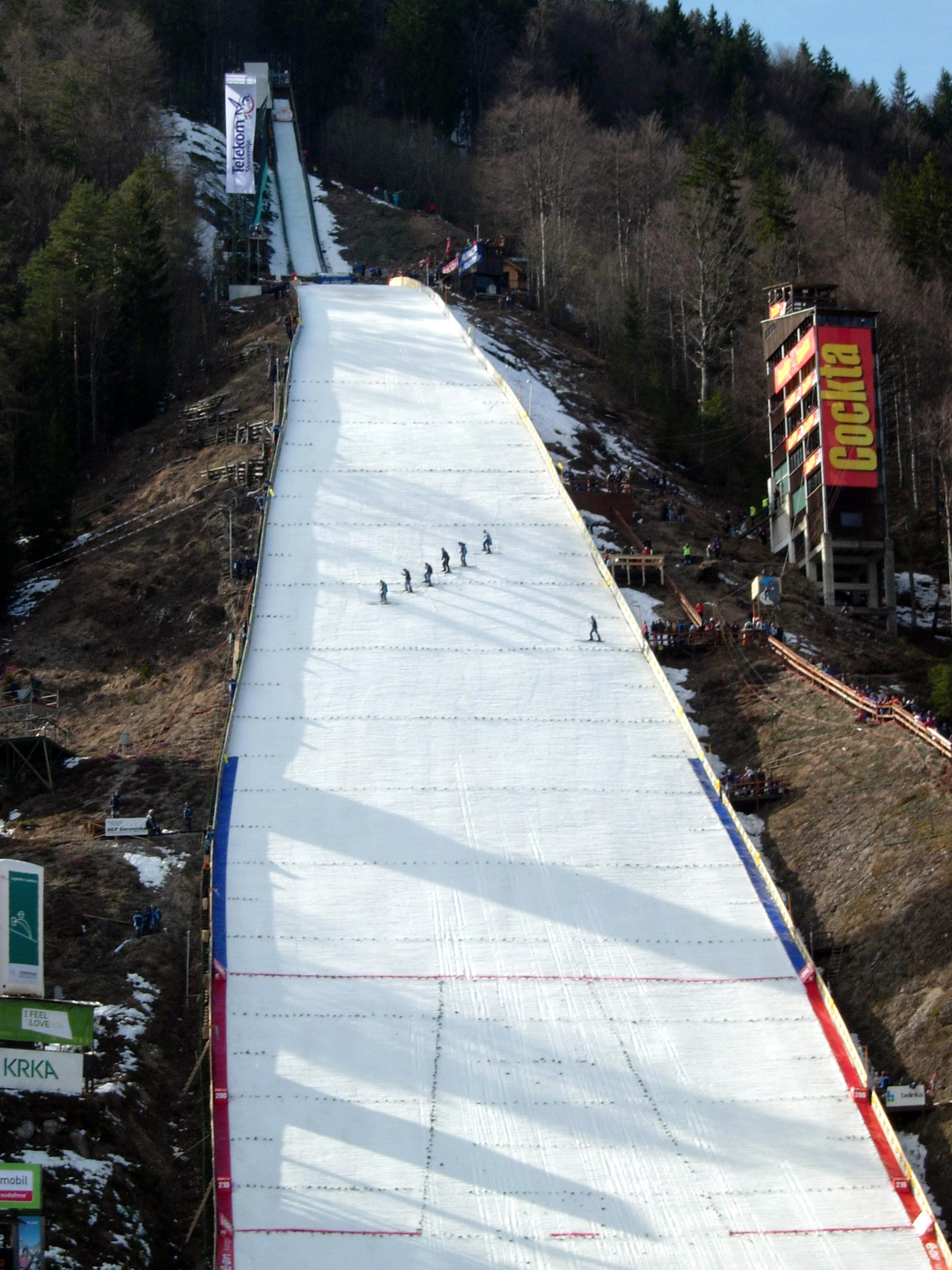
Letalnica w Planicy – skocznia, na której Salumäe ustanowił rekord Estonii w długości skoku narciarskiego

W lipcu i sierpniu 2003 wziął udział w czterech konkursach Letniego Pucharu Kontynentalnego i czterech Letniego Grand Prix. W Pucharze Kontynentalnym dwukrotnie zdobył punkty do klasyfikacji generalnej podczas zawodów w Garmisch-Partenkirchen, zajmując 17. i 15. miejsce. Dało mu to 30 punktów i 60. miejsce w klasyfikacji generalnej, ex aequo z Ole Christenem Engerem, w gronie 102 punktujących skoczków. W Grand Prix w Courchevel (14 sierpnia) zdobył pierwsze w karierze punkty do klasyfikacji tego cyklu, plasując się na 25. miejscu. W gronie punktujących zawodników znalazł się również podczas dwóch kolejnych konkursów – w Predazzo (24. miejsce) i Innsbrucku (23. miejsce). Z dorobkiem 21 punktów Estończyk zajął 33. miejsce w klasyfikacji generalnej, ex aequo z Janem Mazochem. W cyklu sklasyfikowano 58 zawodników.
We wrześniu 2003 po raz trzeci w karierze został indywidualnym mistrzem Estonii w skokach narciarskich na igelicie.
W sezonie zimowym 2003/2004 na arenie międzynarodowej startował przede wszystkim w Pucharze Świata. W pierwszym i drugim periodzie tego sezonu, tj. od listopada do Turnieju Czterech Skoczni włącznie, wziął udział we wszystkich konkursach poza zawodami w Engelbergu. Z ośmiu startów trzy zakończył na seriach kwalifikacyjnych – w pierwszym konkursie w Ruce oraz w Oberstdorfie i Innsbrucku. W pozostałych startach zakwalifikował się do zawodów głównych. Najlepszy rezultat osiągnął w drugim konkursie w Ruce, zajmując 21. miejsce i zdobywając 10 punktów do klasyfikacji generalnej. Ponadto był 35. w Trondheim, 44. w Titisee-Neustadt i Garmisch-Partenkirchen oraz 46. w Bischofshofen. Występy w Turnieju Czterech Skoczni były debiutem Salumäe w konkursach tego cyklu. W Garmisch-Partenkirchen, w konkursie rozgrywanym systemem KO, wystąpił w parze z Larsem Bystølem i przegrał ten pojedynek znacząco, bo o 22,2 punktu. Zajął 19. miejsce w gronie szczęśliwych przegranych i nie awansował do drugiej serii. W konkursie głównym Estończyk wystąpił również w Bischofshofen, jednak z uwagi na przełożenie kwalifikacji zawodów nie rozegrano systemem KO. W całym cyklu zajął 56. miejsce.
W kolejnym periodzie, liczącym konkursy styczniowe po zakończeniu Turnieju Czterech Skoczni, wziął udział we wszystkich zawodach poza Pucharem Świata w Zakopanem. Poza jednym startem w Sapporo we wszystkich pomyślnie przeszedł kwalifikacje, jednak ani razu nie zdobył punktów do klasyfikacji generalnej – w Hakubie był 34., w Libercu 36. i 44., a w Sapporo 55. Na kolejny period sezonu 2003/2004 składały się konkursy na mamuciej skoczni w Oberstdorfie oraz w Willingen. Salumäe wziął udział w kwalifikacjach w Willingen, jednak nie awansował do zawodów.
Następnie startował w mistrzostwach świata w lotach w Planicy i zajął 25. miejsce w zawodach indywidualnych, uzyskując 172,5 m, 182 m, 179,5 m i 120,5 m. W serii próbnej przed konkursem, 20 lutego 2004 skoczył 195 metrów, co jest jego rekordem życiowym. O dwa metry poprawił tym samym rekord Estonii w długości skoku narciarskiego, który wcześniej należał do Jaana Jürisa. Rekord kraju Salumäe przetrwał osiem lat – w lutym 2012 podczas odwołanej serii mistrzostw świata w lotach w Vikersund rezultat ten poprawił Kaarel Nurmsalu, uzyskując 204 metry.
Tydzień po mistrzostwach wystartował w dwóch konkursach Pucharu Kontynentalnego w Kuopio i zajął w nich 20. i 9. miejsce. Były to najlepsze w jego karierze rezultaty w zimowych konkursach tego cyklu.
W marcu 2004 wystąpił w kończących sezon Pucharu Świata konkursach Turnieju Nordyckiego w Finlandii i Norwegii. Rozpoczął od startu w konkursie drużynowym w Lahti, w którym reprezentacja Estonii zajęła ostatnie, dziewiąte miejsce. Salumäe uzyskał najlepszy wynik w swojej drużynie, w której wystąpili poza nim Jaan Jüris, Tambet Pikkor i Vahur Tasane. Indywidualnie Salumäe w Lahti nie przebrnął kwalifikacji. W konkursach w Lillehammer i Oslo zajął odpowiednio 48. i 31. miejsce. W turnieju został sklasyfikowany na 44. pozycji z notą 248,2 punktu.
Sezon ukończył na 66. miejscu w klasyfikacji Pucharu Świata z dorobkiem 10 punktów oraz na 84. pozycji w Pucharze Kontynentalnym z wynikiem 40 punktów, wspólnie z Jure Šinkovcem.
20 marca 2004 zwyciężył w konkursie o indywidualne mistrzostwo Estonii w skokach narciarskich.

### Sezon 2004/2005

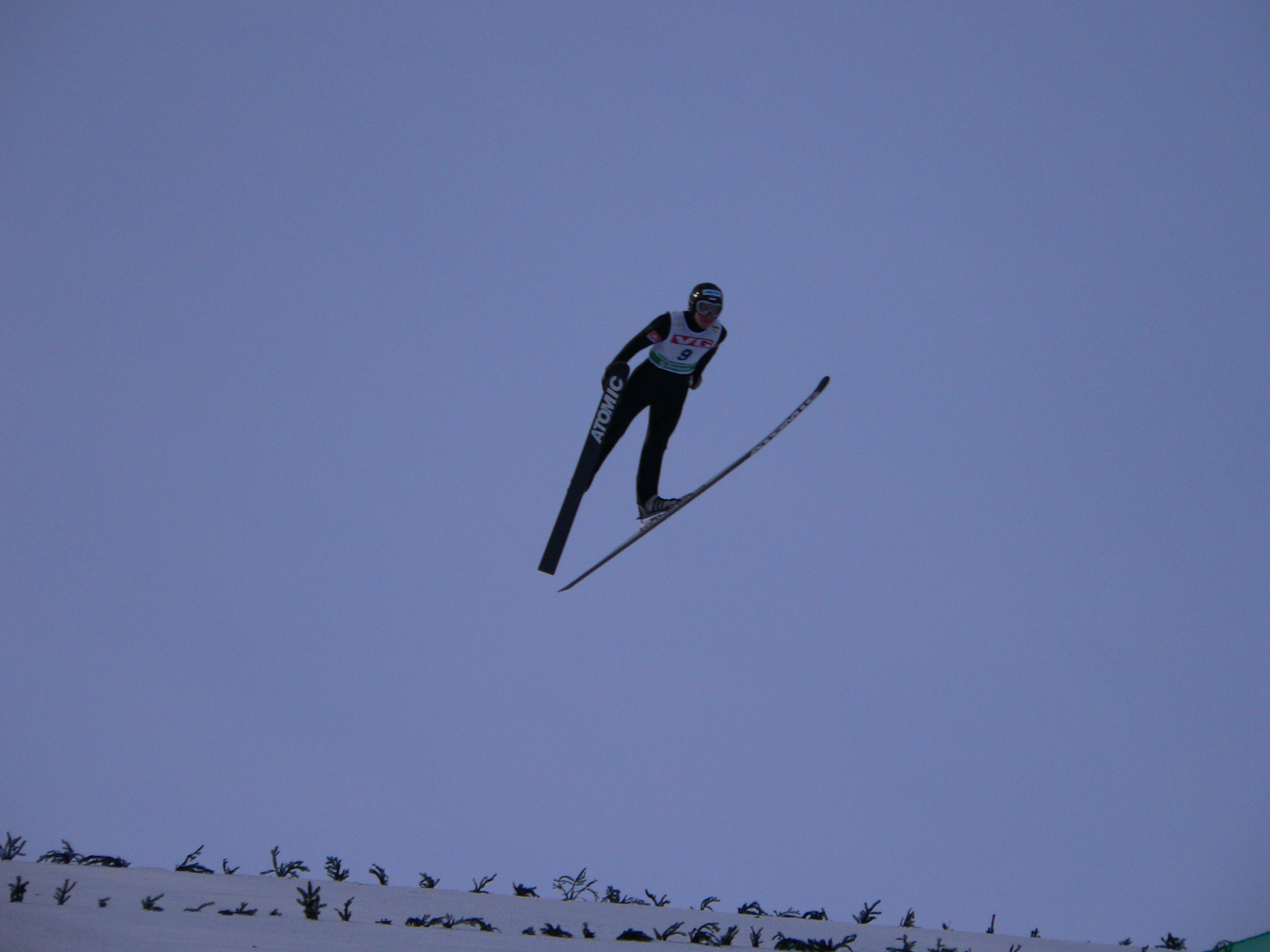
Jens Salumäe podczas zawodów Pucharu Świata w Oslo w 2005 roku

W lipcu 2004 wziął udział w czterech konkursach Letniego Pucharu Kontynentalnego. Tylko raz zdobył punkty do klasyfikacji generalnej – w Oberstdorfie był osiemnasty. Zdobył tym samym 13 punktów i zajął 67. miejsce w klasyfikacji na koniec sezonu letniego, ex aequo z Christophem Hössem.
W sierpniu został wicemistrzem Estonii w letnich mistrzostwach Estonii w konkursie drużynowym. Zespół, w którym poza Salumäe wystąpili Kristjan Ehman i Vahur Tasane, uległ pierwszej drużynie Otepää SK.
W sierpniu i wrześniu wystąpił w trzech zawodach Letniego Grand Prix, jednak ani razu nie znalazł się w czołowej trzydziestce – w Courchevel był 40., a w Hakubie nie zakwalifikował się do pierwszego konkursu, w drugim zajął 47. pozycję.
W październiku zwyciężył w mistrzostwach krajowych w zmaganiach indywidualnych, zdobywając czwarty tytuł letniego mistrza Estonii w karierze.
W sezonie zimowym startował w Pucharze Świata. Zaprezentował się we wszystkich zawodach poza konkursami w Harrachovie, Willingen, Zakopanem i Sapporo. Dwanaście ze startów zakończył na seriach kwalifikacjach, w pozostałych siedmiu wziął udział w zawodach głównych. Ani razu jednak nie zdobył punktów do klasyfikacji generalnej. Najlepsze miejsca w sezonie zajął w pierwszym konkursie w Ruce oraz w Garmisch-Partenkirchen – w obu przypadkach był 33. Ponadto był 36. w Trondheim, 46. i 35. w Engelbergu oraz 62. i 44. w Titisee-Neustadt.
W 53. Turnieju Czterech Skoczni tylko w Garmisch-Partenkirchen wystąpił w zawodach głównych. W kwalifikacjach zajął 43. miejsce, za sprawą czego w konkursowej parze KO trafił na Georga Spätha. W zawodach przegrał z Niemcem o 27 punktów i nie uzyskał bezpośredniego awansu do serii finałowej. Znalazł się na ósmej pozycji wśród szczęśliwych przegranych – do Risto Jussilainena, ostatniego zawodnika z kwalifikacją, Estończykowi zabrakło pół punktu. W klasyfikacji turnieju Salumäe uplasował się na 60. miejscu w gronie 74 punktujących zawodników.
Pod koniec stycznia po raz ostatni w karierze stanął na podium zimowych mistrzostw Estonii. Zajął drugie miejsce, tracąc ponad 10 punktów do Jaana Jürisa.
W lutym 2005 wziął udział w mistrzostwach świata w narciarstwie klasycznym w Oberstdorfie. W rywalizacji skoczków narciarskich zajął 37. miejsce w konkursie na normalnej skoczni, a na dużym obiekcie zakończył swój udział w serii kwalifikacyjnej.
W marcu 2005 wystartował w konkursie drużynowym Pucharu Świata w Lahti. Drużyna estońska, w której Salumäe wystąpił wspólnie z Jaanem Jürisem, Egertem Maltsem i Illimarem Pärnem, zajęła ostatnie, dziewiąte miejsce. Do plasujących się na ósmym miejscu po pierwszej serii reprezentantów Polski, czyli do awansu do serii finałowej, zabrakło im 156,7 punktów.

### Sezon 2005/2006

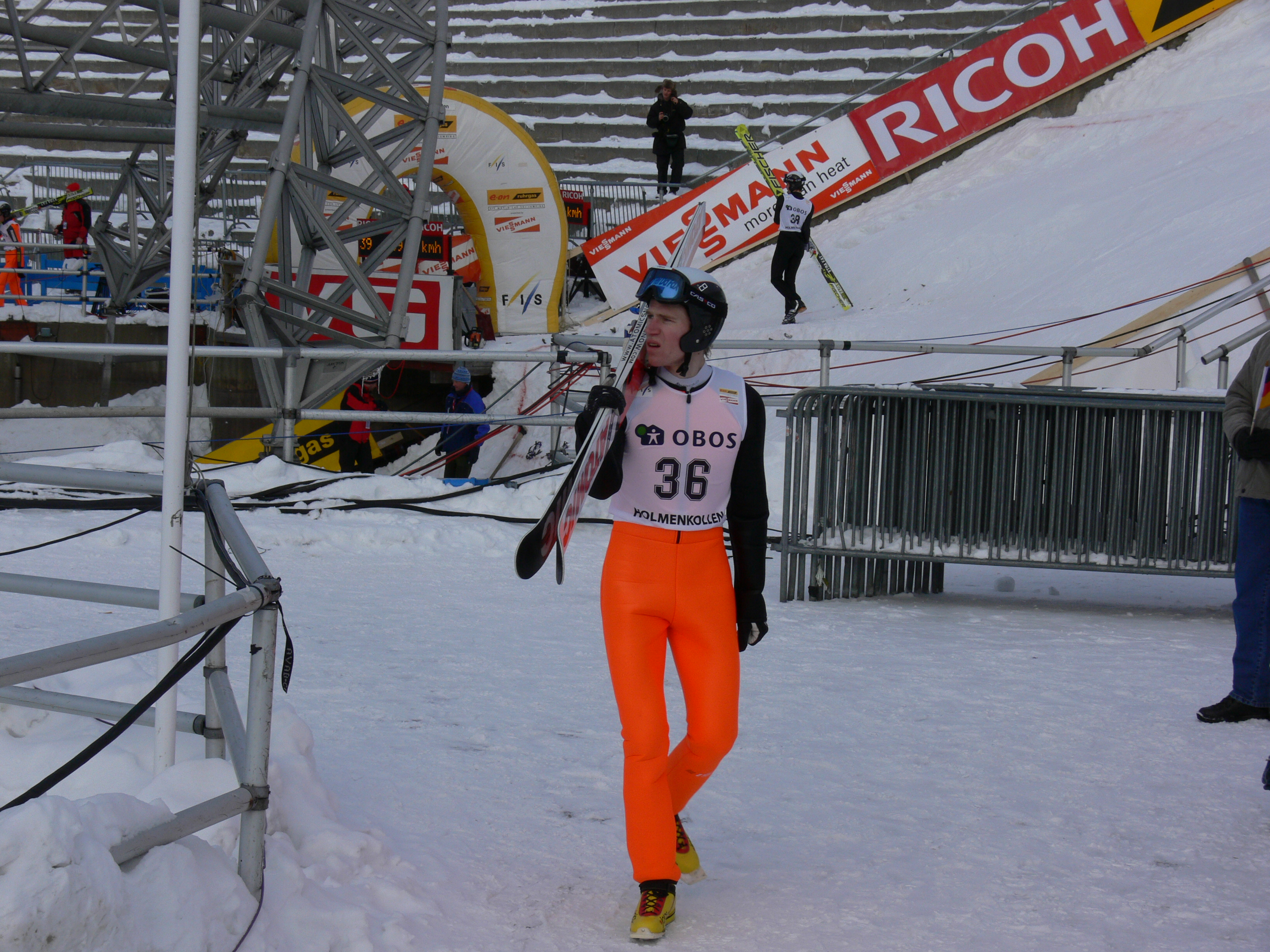
Jens Salumäe podczas zawodów Pucharu Świata w Oslo w 2006 roku

Pod koniec lipca 2005 wystartował w dwóch konkursach Letniego Pucharu Kontynentalnego w Oberstdorfie. Zajął ósme i dziesiąte miejsce. Zdobyte w ten sposób 58 punktów dało mu 49. miejsce w klasyfikacji generalnej, wspólnie z Jussim Hautamäkim. Pod koniec sierpnia i na początku września wystąpił w dwóch konkursach Letniego Grand Prix – w Predazzo zajął 39., a w Bischofshofen 43. miejsce.
We wrześniu 2005 zdobył brązowy medal mistrzostw Finlandii w konkursie drużynowym na normalnej skoczni w Lahti. Wystąpił w drugim zespole Puijon Hiihtoseura wspólnie z Joonasem Ikonenem, Lauri Hakolą i Arttu Lappi. W konkursie indywidualnym zajął szesnaste miejsce.
Zmagania w zimowym sezonie 2005/2006 rozpoczął od startów w Pucharze Świata w Ruce i w Pucharu Kontynentalnego w Rovaniemi. w Ruce zajął 32. miejsce w pierwszym konkursie i 25. w drugim, dzięki czemu zdobył sześć punktów do klasyfikacji generalnej PŚ. W Rovaniemi był 33. i 30., co dało mu jeden punkt do klasyfikacji PK. Kolejnym jego startem był występ w Engelbergu. W kwalifikacjach do pierwszego konkursu zajął 13. miejsce i uzyskał awans do zawodów. W zawodach był 42. w gronie 44 skoczków, którzy oddali swoją próbę, po czym konkurs został odwołany. W kwalifikacjach do drugiego konkursu zajął 54. miejsce.
Na przełomie 2005 i 2006 wziął udział w Turnieju Czterech Skoczni. W kwalifikacjach w Oberstdorfie uplasował się na 38. miejscu, ex aequo z Mattim Hautamäkim, w efekcie czego w konkursowej parze spotkał się z Adamem Małyszem. Przegrał z Polakiem różnicą blisko 36 punktów i zajął 21. miejsce w gronie przegranych. W serii kwalifikacyjnej do noworocznego konkursu w Garmisch-Partenkirchen Estończyk uplasował się na 20. miejscu. W parze KO rywalizował z Harrim Ollim i uzyskał od niego gorszy wynik o blisko 10 punktów. Nie awansował do drugiej serii, zajmując 20. miejsce wśród przegranych. W Innsbrucku Salumäe zajął 56. miejsce i nie awansował do konkursu głównego. W kończącym turniej Bischofshofen awansował do zawodów z 36. miejsca w kwalifikacjach (ex aequo z Antonínem Hájkiem i Andreą Morassim). W pierwszej serii konkursowej rywalizował z Andreasem Koflerem i uległ mu różnicą ponad 40 punktów. Zajął przedostatnie, 49. miejsce, pokonując tylko Piotra Czaadajewa. W klasyfikacji końcowej turnieju Estończyk zajął 49. miejsce.
Tydzień po zakończeniu turnieju odbyły się mistrzostwa świata w lotach narciarskich na Kulm w Tauplitz. Salumäe zajął w nich 38. miejsce w rywalizacji indywidualnej, uzyskując 141,5 metra w pierwszej serii konkursowej.
Nie wystartował w kolejnych konkursach Pucharu Świata – w Sapporo i Zakopanem. W następnych zawodach, na początku lutego w Willingen, zajął 36. miejsce.
Salumäe znalazł się w ogłoszonej w styczniu 2006 olimpijskiej reprezentacji Estonii na igrzyska w Turynie. Był jednym z dwóch skoczków narciarskich, obok Jaana Jürisa, powołanym do kadry olimpijskiej. W zawodach w skokach narciarskich wystąpił w obu konkurencjach indywidualnych. Na skoczni normalnej zajął 32. miejsce, a na dużej był 23. Rezultat osiągnięty na dużym obiekcie uczynił go pierwszym reprezentantem Estonii, który awansował do serii finałowej olimpijskiego konkursu skoków narciarskich.
Po zawodach olimpijskich w Turynie zapowiedział, że jego sportowym celem na ten sezon było osiągnięcie 200 metrów na skoczni w Planicy i poprawienie rekordu życiowego i kraju.
Kolejnymi zawodami w sezonie był Turniej Nordycki, czyli konkursy w Lahti, Kuopio, Lillehammer i Oslo. Salumäe wystąpił we wszystkich i dwukrotnie zdobył punkty do klasyfikacji Pucharu Świata – w Lahti był 23., a w Kuopio uplasował się na 29. miejscu. W norweskiej części turnieju zajął 32. i 33. miejsce. W klasyfikacji turnieju zajął najwyższe w karierze, 27. miejsce. W zawodach kończących sezon 2005/2006, na skoczni w Planicy, Salumäe skoczył 177 metrów i zajął 52. miejsce w kwalifikacjach bez awansu do konkursu głównego.
Sezon ukończył na 59. miejscu w klasyfikacji Pucharu Świata z dorobkiem 16 punktów i na 132. miejscu w Pucharze Kontynentalnym z 1 punktem. Był jedynym skoczkiem, który w tym sezonie zdobył punkty do klasyfikacji Pucharu Narodów dla Estonii.
Pod koniec marca 2006 w konkursie indywidualnym mistrzostw Finlandii na normalnej skoczni w Rovaniemi zajął czwarte miejsce, a na dużej skoczni w Ruce był siódmy.
W kwietniu 2006 ustanowił rekord małej skoczni Kuilun Hyppyrimäki (K-42) w Siilinjärvi, uzyskując 47 metrów.

### Sezon 2006/2007
Przed rozpoczęciem sezonu 2006/2007 postawił sobie za cel przynajmniej jedno miejsce na podium zawodów Pucharu Świata oraz miejsce w czołowej dziesiątce konkursu mistrzostw świata w Sapporo.
W sierpniu i wrześniu 2006 wystąpił w trzech konkursach Letniego Grand Prix. W Kranju zajął najwyższe w karierze w zawodach tej rangi, 15. miejsce. Ponadto był 39. w Zakopanem i 32. w Klingenthal. Był zgłoszony również do konkursu w Predazzo, jednak ostatecznie nie wystartował. W klasyfikacji Letniego Grand Prix, z dorobkiem 16 punktów, zajął 60. miejsce, wspólnie z Primožem Rogličem.
We wrześniu zwyciężył w letnich mistrzostwach Estonii w skokach narciarskich. Po raz pierwszy i jedyny zdobył ten tytuł, skacząc w barwach fińskiego klubu Puijon Hiihtoseura. W tym samym miesiącu po raz drugi w karierze został brązowym medalistą mistrzostw Finlandii w konkursie drużynowym. W mistrzostwach tych, w których wyłoniono medalistów na rok 2007, wystąpił w drugim zespole Puijon Hiihtoseura wspólnie z Lauri Hakolą, Joonasem Ikonenem i Juhą-Matti Ruuskanenem.
Sezon zimowy rozpoczął od startów w Finlandii – w Pucharze Świata w Ruce i Pucharze Kontynentalnym w Rovaniemi. W inaugurującym sezon PŚ, loteryjnym jednoseryjnym konkursie w Ruce, zajął 30. miejsce i zdobył punkt do klasyfikacji generalnej. W kwalifikacjach do drugich zawodów w Ruce zajął 36. miejsce, co dało mu awans do konkursu głównego
. Ten jednak został odwołany z powodu silnego wiatru, więc Salumäe nie miał okazji wystartować. W Rovaniemi zaprezentował się we wszystkich czterech konkursach PK, jednak ani razu nie zapunktował – był kolejno 73., 70., 37. i 39.
Na przełomie grudnia 2006 i stycznia 2007 wystąpił w kwalifikacjach do wszystkich konkursów 55. Turnieju Czterech Skoczni, jednak ani razu nie awansował do zawodów głównych. W serii kwalifikacyjnej w Oberstdorfie zajął 58. miejsce, w Garmisch-Partenkirchen uplasował się na 59. pozycji, w Innsbrucku był 68., a w Bischofshofen sklasyfikowany został na ostatnim, 60. miejscu. Bez powodzenia wystąpił też w lutym, w kwalifikacjach do konkursu w Willingen – był w nich jednym z dziewięciu skoczków bez kwalifikacji do zawodów głównych.
W lutym 2007 po raz ostatni w karierze wziął udział w mistrzostwach świata w narciarstwie klasycznym. W konkursie skoków na dużej skoczni zajął 48. miejsce, a na obiekcie normalnym zakończył swój udział na serii kwalifikacyjnej, w której uplasował się na 55. pozycji.
Do końca sezonu wystąpił jeszcze tylko w dwóch konkursach Pucharu Świata – w Lahti odpadł w kwalifikacjach, a w Kuopio zajął 48. lokatę. W klasyfikacji generalnej Pucharu Świata 2006/2007 zajął 90. miejsce z jednym punktem na koncie.

### Sezon 2007/2008
W sierpniu 2007 podczas gry w tenisa Salumäe doznał kontuzji śródstopia (zawodnik był zraniony, jednak jego kości nie zostały naruszone), co uniemożliwiło mu trenowanie według wcześniej określonego planu szkoleniowego. Pod koniec sierpnia wziął udział w letnim zgrupowaniu w Rovaniemi.
We wrześniu po raz pierwszy w karierze wystąpił w zawodach z cyklu FIS Cup – w Falun uplasował się na siódmym i piątym miejscu.
Zimę 2007/2008 rozpoczął od występów w Pucharze Świata w Ruce. Do konkursu indywidualnego nie awansował, zajmując 59. miejsce w kwalifikacjach. W serii tej wyprzedził tylko dwóch sklasyfikowanych skoczków – Dmitrija Ipatowa i Aleksieja Korolowa. W konkursie drużynowym, w którym poza Salumäe wystąpili Illimar Pärn, Siim-Tanel Sammelselg i Mats Piho, zespół estoński zajął ostatnie, trzynaste miejsce. Jedyna część rywalizacji, kiedy Estończycy nie byli na ostatnim miejscu, nastąpiła po pierwszej kolejce pierwszej serii, kiedy byli na dwunastym miejscu, o ponad 20 punktów przed reprezentantami Kazachstanu.
Do końca sezonu rzadko pojawiał się w międzynarodowych zawodach. Najwięcej startów – siedem – miał na koncie w Pucharze Kontynentalnym – w grudniu 2007 roku w Rovaniemi zajął 43., 50. i 37. miejsce, a w marcu 2008 roku był 52. i 50. w Trondheim oraz 30. i 29. w Vikersund. Zdobyte w ten sposób trzy punkty dały mu 149. miejsce w klasyfikacji generalnej. Pod koniec stycznia wystąpił jeszcze w dwóch konkursach FIS Cup w Kuopio i dwukrotnie ukończył je na ósmej pozycji. W tym cyklu w jego dorobku (z zawodów letnich i zimowych) znalazło się 145 punktów, dzięki którym zajął 30. miejsce w klasyfikacji końcowej, ex aequo z Davidem Fallmannem. W Pucharze Świata jeszcze cztery razy wystąpił w kwalifikacjach – dwukrotnie w Predazzo i dwukrotnie w Kuopio, jednak ani razu nie zdołał awansować do zawodów głównych.
We wrześniu 2008 zajął ósme miejsce w mistrzostwach Estonii w Otepää.
W październiku ogłosił zakończenie kariery sportowej z powodu niezadowalających wyników. Z zamiarem zakończenia sportowej kariery nosił się już przed sezonem 2007/2008. Ostateczną decyzję podjął po tym, jak w osiąganych przez niego rezultatach nie nastąpiła żadna poprawa.

## Osiągnięcia w kombinacji norweskiej

### Igrzyska olimpijskie
| Miejsce | Dzień             | Miejscowość | Konkurencja                   | Skoki  | Skoki  | Skoki         | Skoki   | Biegi             | Biegi   | Biegi                                                                       |
| Miejsce | Dzień             | Miejscowość | Konkurencja                   | Skok 1 | Skok 2 | Nota          | Strata  | Czas biegu        | Strata  | Zwycięzca                                                                   |
| ------- | ----------------- | ----------- | ----------------------------- | ------ | ------ | ------------- | ------- | ----------------- | ------- | --------------------------------------------------------------------------- |
| 39.     | 13–14 lutego 1998 | Nagano      | konkurs ind. (K-90 + 15 km)   | 84,0   | 83,0   | 203,5         | +3:45,0 | 44:51,2           | +7:15,1 | Bjarte Engen Vik                                                            |
| 11.     | 19–20 lutego 1998 | Nagano      | konkurs druż. (K-90 + 4×5 km) | 87,0   | 83,5   | 749,5 (209,5) | +4:21,0 | 34:44,6 (15:03,5) | +9:21,4 | Norwegia Halldor Skard Kenneth Braaten Bjarte Engen Vik Fred Børre Lundberg |
| 40.     | 9–10 lutego 2002  | Park City   | konkurs ind. (K-90 + 15 km)   | 91,0   | 88,5   | 220,5         | +3:55,0 | 44:32,4           | +9:15,7 | Samppa Lajunen                                                              |
| 37.     | 21–22 lutego 2002 | Park City   | sprint (K-120 + 7,5 km)       | 119,0  | N/A    | 111,8         | +0:45,0 | 18:44,2           | +2:49,1 | Samppa Lajunen                                                              |

### Mistrzostwa świata
| Miejsce | Dzień          | Miejscowość | Konkurencja                   | Skoki  | Skoki  | Skoki         | Skoki   | Biegi             | Biegi    | Biegi                                                                     |
| Miejsce | Dzień          | Miejscowość | Konkurencja                   | Skok 1 | Skok 2 | Nota          | Strata  | Czas biegu        | Strata   | Zwycięzca                                                                 |
| ------- | -------------- | ----------- | ----------------------------- | ------ | ------ | ------------- | ------- | ----------------- | -------- | ------------------------------------------------------------------------- |
| 41.     | 20 lutego 1999 | Ramsau      | konkurs ind. (K-90 + 15 km)   | b.d.   | b.d.   | b.d.          | b.d.    | b.d.              | +13:23,9 | Bjarte Engen Vik                                                          |
| 48.     | 27 lutego 1999 | Ramsau      | sprint (K-90 + 7,5 km)        | b.d.   | N/A    | b.d.          | b.d.    | b.d.              | +5:42,5  | Bjarte Engen Vik                                                          |
| 40.     | 16 lutego 2001 | Lahti       | konkurs ind. (K-90 + 15 km)   | b.d.   | b.d.   | 210,5         | +3:03,0 | 43:51,0           | +7:27,3  | Bjarte Engen Vik                                                          |
| 11.     | 20 lutego 2001 | Lahti       | konkurs druż. (K-90 + 4×5 km) | b.d.   | b.d.   | 633,0 (201,5) | +6:35,0 | 52:17,6 (12:56,0) | +8:38,5  | Norwegia Kenneth Braaten Sverre Rotevatn Bjarte Engen Vik Kristian Hammer |
| 17.     | 24 lutego 2001 | Lahti       | sprint (K-116 + 7,5 km)       | b.d.   | N/A    | 119,3         | +0:23,0 | 21:40,2           | +2:14,6  | Marko Baacke                                                              |

### Mistrzostwa świata juniorów
| Miejsce | Dzień            | Miejscowość         | Konkurencja                   | Skoki  | Skoki  | Skoki | Skoki   | Biegi      | Biegi   | Biegi                                                               |
| Miejsce | Dzień            | Miejscowość         | Konkurencja                   | Skok 1 | Skok 2 | Nota  | Strata  | Czas biegu | Strata  | Zwycięzca                                                           |
| ------- | ---------------- | ------------------- | ----------------------------- | ------ | ------ | ----- | ------- | ---------- | ------- | ------------------------------------------------------------------- |
| 15.     | 26 stycznia 2000 | Szczyrbskie Jezioro | konkurs ind. (K-90 + 10 km)   | b.d.   | b.d.   | 212,5 | +2:14,0 | 29:59,8    | +3:20,7 | Aleksiej Cwietkow                                                   |
| 38.     | 29 stycznia 2000 | Szczyrbskie Jezioro | sprint (K-90 + 5 km)          | b.d.   | N/A    | 93,5  | +1:16,0 | 12:48,5    | +1:49,6 | Petter Kukkonen                                                     |
| 15.     | 1 lutego 2001    | Karpacz             | konkurs ind. (K-85 + 10 km)   | b.d.   | b.d.   | 226,5 | b.d.    | 32:24,2    | +3:20,5 | Norihito Kobayashi                                                  |
| 11.     | 2 lutego 2001    | Karpacz             | konkurs druż. (K-85 + 4×5 km) | b.d.   | b.d.   | 437,0 | b.d.    | b.d.       | b.d.    | Niemcy Matthias Mehringer Marc Frey Björn Kircheisen Christoph Menz |
| 5.      | 3 lutego 2001    | Karpacz             | sprint (K-85 + 5 km)          | b.d.   | N/A    | 116,0 | b.d.    | 14:26,6    | +0:50,9 | David Kreiner                                                       |

### Puchar Świata

#### Miejsca w poszczególnych konkursach Pucharu Świata
| Sezon 2000/2001                                          |        |             |             |                     |                   |                   |                |                   |                   |               |        |         |         |       |        |           |        |        |        |        |        |
| Kuopio                                                   | Kuopio | Lillehammer | Lillehammer | Reit im Winkl       | Reit im Winkl     | Reit im Winkl     | Park City      | Steamboat Springs | Steamboat Springs | Liberec       | Nayoro | Sapporo | Oslo    | Oslo  | punkty | punkty    | punkty | punkty | punkty | punkty | punkty |
| -                                                        | -      | -           | -           | -                   | -                 | -                 | -              | -                 | -                 | -             | -      | -       | dnf     | 47    | 33     | 33        | 33     | 33     | 33     | 33     | 33     |
| Sezon 2001/2002                                          |        |             |             |                     |                   |                   |                |                   |                   |               |        |         |         |       |        |           |        |        |        |        |        |
| Kuopio                                                   | Kuopio | Lillehammer | Zakopane    | Szczyrbskie Jezioro | Steamboat Springs | Steamboat Springs | Oberwiesenthal | Reit im Winkl     | Schonach          | Val di Fiemme | Ramsau | Liberec | Liberec | Lahti | Lahti  | Trondheim | Oslo   | Oslo   | punkty |        |        |
| 27                                                       | 25     | 39          | 40          | 34                  | -                 | -                 | -              | 40                | 27                | dns           | 17     | 32      | 15      | -     | -      | -         | -      | -      | 53     |        |        |
| Legenda                                                  |        |             |             |                     |                   |                   |                |                   |                   |               |        |         |         |       |        |           |        |        |        |        |        |
| 1 2 3 4-10 11-45 poniżej 45 - – zawodnik nie wystartował |        |             |             |                     |                   |                   |                |                   |                   |               |        |         |         |       |        |           |        |        |        |        |        |

### Puchar Świata B

#### Miejsca w klasyfikacji generalnej
| Sezon     | Liczba punktów | Miejsce |
| --------- | -------------- | ------- |
| 1998/1999 | 29             | 54.     |
| 1999/2000 | 31             | 51.     |
| 2000/2001 | 33             | 43.     |
| 2001/2002 | 224            | 3.      |

### Miejsca na podium w mistrzostwach krajowych
W tabeli zawarto miejsca zajęte przez Jensa Salumäe na podium seniorskich mistrzostw Estonii w kombinacji norweskiej.
| Miejsce | Dzień            | Miejscowość | Konkurencja                 | Skoki  | Skoki  | Skoki | Skoki      | Biegi  | Biegi       | Biegi |
| Miejsce | Dzień            | Miejscowość | Konkurencja                 | Skok 1 | Skok 2 | Nota  | Czas biegu | Strata | Zwycięzca   |       |
| ------- | ---------------- | ----------- | --------------------------- | ------ | ------ | ----- | ---------- | ------ | ----------- | ----- |
| 3.      | 30 stycznia 1999 | Otepää      | konkurs ind. (K-70 + 15 km) | 68,5   | 66,5   | 219,0 | 45:02      | +3:08  | Villu Teder |       |
| 3.      | 26 marca 1999    | Otepää      | sprint (K-70 + 7,5 km)      | 68,0   | –      | 109,6 | 22:38      | +1:12  | Villu Teder |       |
| 1.      | 30 grudnia 2001  | Otepää      | sprint (K-70 + 7,5 km)      | 70,0   | –      | 110,5 | 21:33      | –      | –           |       |

## Osiągnięcia w skokach narciarskich

### Igrzyska olimpijskie
| Miejsce | Dzień             | Miejscowość | Skocznia                | Punkt K | HS     | Konkurs | Kwalifikacje | Kwalifikacje | Kwalifikacje | Konkurs główny | Konkurs główny | Konkurs główny | Konkurs główny | Konkurs główny     |
| Miejsce | Dzień             | Miejscowość | Skocznia                | Punkt K | HS     | Konkurs | Skok         | Nota         | Miejsce      | Skok 1         | Skok 2         | Nota           | Strata         | Zwycięzca          |
| ------- | ----------------- | ----------- | ----------------------- | ------- | ------ | ------- | ------------ | ------------ | ------------ | -------------- | -------------- | -------------- | -------------- | ------------------ |
| 49.     | 12–13 lutego 2002 | Park City   | Utah Olympic Park Jumps | K-120   | N/A    | ind.    | 112,5        | 99,5         | 26.          | 103,0          | NQ             | 78,9           | 202,5          | Simon Ammann       |
| 32.     | 11–12 lutego 2006 | Pragelato   | Trampolino a Monte      | K-95    | HS 106 | ind.    | 97,0         | 117,5        | 27.          | 94,5           | NQ             | 112,0          | 154,5          | Lars Bystøl        |
| 23.     | 17–18 lutego 2006 | Pragelato   | Trampolino a Monte      | K-125   | HS 140 | ind.    | 108,5        | 80,3         | 43.          | 118,0          | 120,5          | 203,8          | 73,1           | Thomas Morgenstern |

### Mistrzostwa świata
| Miejsce | Dzień             | Miejscowość | Skocznia            | Punkt K | HS     | Konkurs | Kwalifikacje | Kwalifikacje | Kwalifikacje | Konkurs główny | Konkurs główny | Konkurs główny | Konkurs główny | Konkurs główny |
| Miejsce | Dzień             | Miejscowość | Skocznia            | Punkt K | HS     | Konkurs | Skok         | Nota         | Miejsce      | Skok 1         | Skok 2         | Nota           | Strata         | Zwycięzca      |
| ------- | ----------------- | ----------- | ------------------- | ------- | ------ | ------- | ------------ | ------------ | ------------ | -------------- | -------------- | -------------- | -------------- | -------------- |
| nq      | 13 lutego 2003    | Predazzo    | Trampolino Dal Ben  | K-120   | N/A    | ind.    | 95,0         | 63,0         | 56.          | NQ             | NQ             | NQ             | N/A            | Adam Małysz    |
| nq      | 27–28 lutego 2003 | Predazzo    | Trampolino Dal Ben  | K-95    | N/A    | ind.    | 81,5         | 83,5         | 55.          | NQ             | NQ             | NQ             | N/A            | Adam Małysz    |
| 37.     | 19–20 lutego 2005 | Oberstdorf  | Allgäu Arena        | K-90    | HS 100 | ind.    | 88,0         | 109,0        | 46.          | 88,5           | NQ             | 109,0          | 147,0          | Rok Benkovič   |
| nq      | 25–26 lutego 2005 | Oberstdorf  | Schattenbergschanze | K-120   | HS 137 | ind.    | 113,0        | 97,9         | 49.          | NQ             | NQ             | NQ             | N/A            | Janne Ahonen   |
| 48.     | 23–24 lutego 2007 | Sapporo     | Ōkurayama           | K-120   | HS 134 | ind.    | 111,5        | 94,2         | 44.          | 92,5           | NQ             | 57,0           | 209,1          | Simon Ammann   |
| nq      | 2–3 marca 2007    | Sapporo     | Miyanomori          | K-90    | HS 100 | ind.    | 82,5         | 94,5         | 55.          | NQ             | NQ             | NQ             | N/A            | Adam Małysz    |

### Mistrzostwa świata w lotach
| Miejsce | Dzień               | Miejscowość | Skocznia  | Punkt K | HS     | Konkurs | Kwalifikacje | Kwalifikacje | Kwalifikacje | Konkurs główny | Konkurs główny | Konkurs główny | Konkurs główny | Konkurs główny | Konkurs główny | Konkurs główny |
| Miejsce | Dzień               | Miejscowość | Skocznia  | Punkt K | HS     | Konkurs | Skok         | Nota         | Miejsce      | Skok 1         | Skok 2         | Skok 3         | Skok 4         | Nota           | Strata         | Zwycięzca      |
| ------- | ------------------- | ----------- | --------- | ------- | ------ | ------- | ------------ | ------------ | ------------ | -------------- | -------------- | -------------- | -------------- | -------------- | -------------- | -------------- |
| 25.     | 20–21 lutego 2004   | Planica     | Letalnica | K-185   | N/A    | ind.    | –            | –            | –            | 172,5          | 182,0          | 179,5          | 120,5          | 575,4          | 256,7          | Roar Ljøkelsøy |
| 38.     | 12–14 stycznia 2006 | Tauplitz    | Kulm      | K-185   | HS 200 | ind.    | 170,5        | 153,6        | 30.          | 141,5          | NQ             | NQ             | NQ             | 111,3          | 676,7          | Roar Ljøkelsøy |

### Puchar Świata

#### Miejsca w klasyfikacji generalnej
| Sezon     | Liczba punktów | Miejsce |
| --------- | -------------- | ------- |
| 2002/2003 | 2              | 82.     |
| 2003/2004 | 10             | 66.     |
| 2004/2005 | 0              | –       |
| 2005/2006 | 16             | 59.     |
| 2006/2007 | 1              | 90.     |
| 2007/2008 | 0              | –       |

#### Miejsca w poszczególnych konkursach Pucharu Świata
| Źródło | Źródło      | Źródło      | Źródło           | Źródło           | Źródło           | Źródło                 | Źródło     | Źródło                 | Źródło                 | Źródło        | Źródło        | Źródło     | Źródło           | Źródło           | Źródło           | Źródło           | Źródło    | Źródło          | Źródło          | Źródło    | Źródło      | Źródło  | Źródło      | Źródło      | Źródło  | Źródło  | Źródło  | Źródło | Źródło | Źródło | Źródło | Źródło | Źródło | Źródło | Źródło | Źródło | Źródło | Źródło | Źródło | Źródło | Źródło | Źródło | Źródło | Źródło | Źródło | Źródło | Źródło | Źródło | Źródło |
| --- | ----------- | ----------- | ---------------- | ---------------- | ---------------- | ---------------------- | ---------- | ---------------------- | ---------------------- | ------------- | ------------- | ---------- | ---------------- | ---------------- | ---------------- | ---------------- | --------- | --------------- | --------------- | --------- | ----------- | ------- | ----------- | ----------- | ------- | ------- | ------- | ------ | ------ | ------ | ------ | ------ | ------ | ------ | ------ | ------ | ------ | ------ | ------ | ------ | ------ | ------ | ------ | ------ | ------ | ------ | ------ | ------ | ------ |
| Sezon 2002/2003 |             |             |                  |                  |                  |                        |            |                        |                        |               |               |            |                  |                  |                  |                  |           |                 |                 |           |             |         |             |             |         |         |         |        |        |        |        |        |        |        |        |        |        |        |        |        |        |        |        |        |        |        |        |        |        |
| Ruka | Ruka        | Trondheim   | Trondheim        | Titisee-Neustadt | Titisee-Neustadt | Engelberg              | Engelberg  | Oberstdorf             | Garmisch-Partenkirchen | Innsbruck     | Bischofshofen | Liberec    | Zakopane         | Zakopane         | Hakuba           | Sapporo          | Sapporo   | Bad Mitterndorf | Bad Mitterndorf | Willingen | Willingen   | Oslo    | Lahti       | Lahti       | Planica | Planica | punkty  | punkty | punkty | punkty | punkty | punkty | punkty | punkty | punkty | punkty | punkty | punkty | punkty | punkty | punkty | punkty | punkty | punkty | punkty |        |        |        |        |
| q | 29          | -           | -                | -                | -                | -                      | -          | q                      | q                      | q             | q             | 45         | q                | q                | -                | -                | -         | q               | q               | 43        | 47          | -       | q           | q           | q       | -       | 2       | 2      | 2      | 2      | 2      | 2      | 2      | 2      | 2      | 2      | 2      | 2      | 2      | 2      | 2      | 2      | 2      | 2      | 2      |        |        |        |        |
| Sezon 2003/2004 |             |             |                  |                  |                  |                        |            |                        |                        |               |               |            |                  |                  |                  |                  |           |                 |                 |           |             |         |             |             |         |         |         |        |        |        |        |        |        |        |        |        |        |        |        |        |        |        |        |        |        |        |        |        |        |
| Ruka | Ruka        | Trondheim   | Titisee-Neustadt | Engelberg        | Oberstdorf       | Garmisch-Partenkirchen | Innsbruck  | Bischofshofen          | Liberec                | Liberec       | Zakopane      | Zakopane   | Hakuba           | Sapporo          | Sapporo          | Oberstdorf       | Willingen | Park City       | Lahti           | Kuopio    | Lillehammer | Oslo    | punkty      | punkty      | punkty  | punkty  | punkty  | punkty | punkty | punkty | punkty | punkty | punkty | punkty | punkty | punkty | punkty | punkty | punkty | punkty | punkty |        |        |        |        |        |        |        |        |
| q | 21          | 35          | 44               | -                | q                | 44                     | q          | 46                     | 36                     | 44            | -             | -          | 34               | 55               | q                | -                | q         | -               | q               | 45        | 48          | 31      | 10          | 10          | 10      | 10      | 10      | 10     | 10     | 10     | 10     | 10     | 10     | 10     | 10     | 10     | 10     | 10     | 10     | 10     | 10     |        |        |        |        |        |        |        |        |
| Sezon 2004/2005 |             |             |                  |                  |                  |                        |            |                        |                        |               |               |            |                  |                  |                  |                  |           |                 |                 |           |             |         |             |             |         |         |         |        |        |        |        |        |        |        |        |        |        |        |        |        |        |        |        |        |        |        |        |        |        |
| Ruka | Ruka        | Trondheim   | Trondheim        | Harrachov        | Harrachov        | Engelberg              | Engelberg  | Oberstdorf             | Garmisch-Partenkirchen | Innsbruck     | Bischofshofen | Willingen  | Bad Mitterndorf  | Bad Mitterndorf  | Titisee-Neustadt | Titisee-Neustadt | Zakopane  | Zakopane        | Sapporo         | Sapporo   | Pragelato   | Lahti   | Kuopio      | Lillehammer | Oslo    | Planica | Planica | punkty |        |        |        |        |        |        |        |        |        |        |        |        |        |        |        |        |        |        |        |        |        |
| 33 | q           | q           | 36               | -                | -                | 46                     | 35         | q                      | 33                     | q             | q             | -          | q                | q                | 62               | 44               | -         | -               | -               | -         | q           | q       | q           | q           | q       | q       | -       | 0      |        |        |        |        |        |        |        |        |        |        |        |        |        |        |        |        |        |        |        |        |        |
| Sezon 2005/2006 |             |             |                  |                  |                  |                        |            |                        |                        |               |               |            |                  |                  |                  |                  |           |                 |                 |           |             |         |             |             |         |         |         |        |        |        |        |        |        |        |        |        |        |        |        |        |        |        |        |        |        |        |        |        |        |
| Ruka | Ruka        | Lillehammer | Lillehammer      | Harrachov        | Harrachov        | Engelberg              | Oberstdorf | Garmisch-Partenkirchen | Innsbruck              | Bischofshofen | Sapporo       | Sapporo    | Zakopane         | Zakopane         | Willingen        | Lahti            | Kuopio    | Lillehammer     | Oslo            | Planica   | Planica     | punkty  | punkty      | punkty      | punkty  | punkty  | punkty  | punkty | punkty | punkty | punkty | punkty | punkty | punkty | punkty | punkty | punkty | punkty | punkty | punkty |        |        |        |        |        |        |        |        |        |
| 25 | 32          | -           | -                | -                | -                | q                      | 46         | 45                     | q                      | 49            | -             | -          | -                | -                | 36               | 23               | 29        | 32              | 33              | q         | -           | 16      | 16          | 16          | 16      | 16      | 16      | 16     | 16     | 16     | 16     | 16     | 16     | 16     | 16     | 16     | 16     | 16     | 16     | 16     |        |        |        |        |        |        |        |        |        |
| Sezon 2006/2007 |             |             |                  |                  |                  |                        |            |                        |                        |               |               |            |                  |                  |                  |                  |           |                 |                 |           |             |         |             |             |         |         |         |        |        |        |        |        |        |        |        |        |        |        |        |        |        |        |        |        |        |        |        |        |        |
| Ruka | Lillehammer | Lillehammer | Engelberg        | Engelberg        | Oberstdorf       | Garmisch-Partenkirchen | Innsbruck  | Bischofshofen          | Vikersund              | Zakopane      | Oberstdorf    | Oberstdorf | Titisee-Neustadt | Titisee-Neustadt | Klingenthal      | Willingen        | Lahti     | Kuopio          | Oslo            | Oslo      | Planica     | Planica | Planica     | punkty      | punkty  | punkty  | punkty  | punkty | punkty | punkty | punkty | punkty | punkty | punkty | punkty | punkty | punkty | punkty | punkty | punkty | punkty | punkty |        |        |        |        |        |        |        |
| 30 | -           | -           | -                | -                | q                | q                      | q          | q                      | -                      | -             | -             | -          | -                | -                | -                | q                | q         | 48              | dns             | -         | -           | -       | -           | 1           | 1       | 1       | 1       | 1      | 1      | 1      | 1      | 1      | 1      | 1      | 1      | 1      | 1      | 1      | 1      | 1      | 1      | 1      |        |        |        |        |        |        |        |
| Sezon 2007/2008 |             |             |                  |                  |                  |                        |            |                        |                        |               |               |            |                  |                  |                  |                  |           |                 |                 |           |             |         |             |             |         |         |         |        |        |        |        |        |        |        |        |        |        |        |        |        |        |        |        |        |        |        |        |        |        |
| Ruka | Trondheim   | Trondheim   | Villach          | Villach          | Engelberg        | Engelberg              | Oberstdorf | Garmisch-Partenkirchen | Bischofshofen          | Bischofshofen | Predazzo      | Predazzo   | Harrachov        | Zakopane         | Zakopane         | Sapporo          | Sapporo   | Liberec         | Liberec         | Willingen | Kuopio      | Kuopio  | Lillehammer | Oslo        | Planica | Planica | punkty  | punkty | punkty | punkty | punkty | punkty | punkty | punkty | punkty | punkty | punkty | punkty | punkty | punkty | punkty | punkty | punkty | punkty | punkty |        |        |        |        |
| q | -           | -           | -                | -                | -                | -                      | -          | -                      | -                      | -             | q             | q          | -                | -                | -                | -                | -         | -               | -               | -         | q           | q       | -           | -           | -       | -       | 0       | 0      | 0      | 0      | 0      | 0      | 0      | 0      | 0      | 0      | 0      | 0      | 0      | 0      | 0      | 0      | 0      | 0      | 0      |        |        |        |        |
| Legenda |             |             |                  |                  |                  |                        |            |                        |                        |               |               |            |                  |                  |                  |                  |           |                 |                 |           |             |         |             |             |         |         |         |        |        |        |        |        |        |        |        |        |        |        |        |        |        |        |        |        |        |        |        |        |        |
| 1 2 3 4-10 11-30 poniżej 30 dq – dyskwalifikacja q – dyskwalifikacja w kwalifikacjach q – zawodnik nie zakwalifikował się - – zawodnik nie wystartował |             |             |                  |                  |                  |                        |            |                        |                        |               |               |            |                  |                  |                  |                  |           |                 |                 |           |             |         |             |             |         |         |         |        |        |        |        |        |        |        |        |        |        |        |        |        |        |        |        |        |        |        |        |        |        |

#### Turniej Czterech Skoczni
| 51. Turniej Czterech Skoczni | 51. Turniej Czterech Skoczni | 51. Turniej Czterech Skoczni | 51. Turniej Czterech Skoczni | 51. Turniej Czterech Skoczni | 51. Turniej Czterech Skoczni | 51. Turniej Czterech Skoczni | 51. Turniej Czterech Skoczni | 51. Turniej Czterech Skoczni | 51. Turniej Czterech Skoczni |
| ---------------------------- | ---------------------------- | ---------------------------- | ---------------------------- | ---------------------------- | ---------------------------- | ---------------------------- | ---------------------------- | ---------------------------- | ---------------------------- |
| Oberstdorf                   | Oberstdorf                   | Garmisch-Partenkirchen       | Garmisch-Partenkirchen       | Innsbruck                    | Innsbruck                    | Bischofshofen                | Bischofshofen                | Nota                         | Miejsce                      |
| –                            | q                            | –                            | q                            | –                            | q                            | –                            | q                            | –                            | –                            |
| 52. Turniej Czterech Skoczni |                              |                              |                              |                              |                              |                              |                              |                              |                              |
| Oberstdorf                   | Oberstdorf                   | Garmisch-Partenkirchen       | Garmisch-Partenkirchen       | Innsbruck                    | Innsbruck                    | Bischofshofen                | Bischofshofen                | Nota                         | Miejsce                      |
| –                            | q                            | 93,2                         | 44.                          | –                            | q                            | 84,3                         | 46.                          | 177,5                        | 56.                          |
| 53. Turniej Czterech Skoczni |                              |                              |                              |                              |                              |                              |                              |                              |                              |
| Oberstdorf                   | Oberstdorf                   | Garmisch-Partenkirchen       | Garmisch-Partenkirchen       | Innsbruck                    | Innsbruck                    | Bischofshofen                | Bischofshofen                | Nota                         | Miejsce                      |
| –                            | q                            | 98,4                         | 33.                          | –                            | q                            | –                            | q                            | 98,4                         | 60.                          |
| 54. Turniej Czterech Skoczni |                              |                              |                              |                              |                              |                              |                              |                              |                              |
| Oberstdorf                   | Oberstdorf                   | Garmisch-Partenkirchen       | Garmisch-Partenkirchen       | Innsbruck                    | Innsbruck                    | Bischofshofen                | Bischofshofen                | Nota                         | Miejsce                      |
| 80,0                         | 46.                          | 95,4                         | 45.                          | –                            | q                            | 82,6                         | 49.                          | 258,0                        | 49.                          |
| 55. Turniej Czterech Skoczni |                              |                              |                              |                              |                              |                              |                              |                              |                              |
| Oberstdorf                   | Oberstdorf                   | Garmisch-Partenkirchen       | Garmisch-Partenkirchen       | Innsbruck                    | Innsbruck                    | Bischofshofen                | Bischofshofen                | Nota                         | Miejsce                      |
| –                            | q                            | –                            | q                            | –                            | q                            | –                            | q                            | –                            | –                            |

#### Turniej Nordycki
| Sezon | Liczba punktów | Miejsce |
| ----- | -------------- | ------- |
| 2003  | 0              | –       |
| 2004  | 248,2          | 44.     |
| 2005  | 0              | –       |
| 2006  | 677,6          | 27.     |
| 2007  | 43,3           | 66.     |
| 2008  | 0              | –       |

### Puchar Kontynentalny

#### Miejsca w klasyfikacji generalnej
| Sezon     | Liczba punktów | Miejsce |
| --------- | -------------- | ------- |
| 1995/1996 | 0              | –       |
| 2001/2002 | 20             | 164.    |
| 2002/2003 | 10             | 181.    |
| 2003/2004 | 40             | 84.     |
| 2005/2006 | 1              | 132.    |
| 2006/2007 | 0              | –       |
| 2007/2008 | 3              | 149.    |

#### Miejsca w poszczególnych konkursach Pucharu Kontynentalnego
| Sezon 1995/1996                                                               |             |              |              |              |                        |                        |               |             |               |               |                  |                  |                  |                  |               |               |              |              |               |               |            |               |               |               |               |                  |            |           |            |            |           |           |        |         |         |               |               |           |           |        |        |           |           |           |        |        |        |        |        |        |        |        |        |        |        |        |        |        |        |        |        |        |        |        |        |        |        |        |        |        |        |        |        |        |        |        |        |        |        |
| Lauscha                                                                       | Brotterode  | Lahti        | Lahti        | Kuopio       | Sankt Moritz           | Lake Placid            | Lake Placid   | Bad Goisern | Reit im Winkl | Sapporo       | Sapporo          | Sapporo          | Saalfelden       | Berchtesgaden    | Willingen     | Liberec       | Liberec      | Seefeld      | Westby        | Westby        | Gallio     | Gallio        | Örnsköldsvik  | Örnsköldsvik  | Schönwald     | Titisee-Neustadt | Bollnäs    | Sapporo   | Beuil      | Beuil      | Falun     | Zaō       | Zaō    | Planica | Planica | Voss          | Voss          | Rovaniemi | Ruka      | punkty | punkty | punkty    | punkty    | punkty    | punkty | punkty | punkty | punkty | punkty | punkty | punkty | punkty | punkty | punkty | punkty | punkty | punkty | punkty | punkty | punkty | punkty | punkty | punkty | punkty | punkty | punkty | punkty | punkty | punkty | punkty | punkty | punkty | punkty | punkty | punkty | punkty | punkty | punkty | punkty |
| -                                                                             | -           | -            | -            | -            | -                      | -                      | -             | -           | -             | -             | -                | -                | -                | -                | -             | -             | -            | -            | -             | -             | -          | -             | -             | -             | -             | -                | -          | -         | -          | -          | -         | -         | -      | -       | -       | -             | -             | 68        | -         | 0      | 0      | 0         | 0         | 0         | 0      | 0      | 0      | 0      | 0      | 0      | 0      | 0      | 0      | 0      | 0      | 0      | 0      | 0      | 0      | 0      | 0      | 0      | 0      | 0      | 0      | 0      | 0      | 0      | 0      | 0      | 0      | 0      | 0      | 0      | 0      | 0      | 0      | 0      | 0      |
| Sezon 2001/2002                                                               |             |              |              |              |                        |                        |               |             |               |               |                  |                  |                  |                  |               |               |              |              |               |               |            |               |               |               |               |                  |            |           |            |            |           |           |        |         |         |               |               |           |           |        |        |           |           |           |        |        |        |        |        |        |        |        |        |        |        |        |        |        |        |        |        |        |        |        |        |        |        |        |        |        |        |        |        |        |        |        |        |        |        |
| Velenje                                                                       | Velenje     | Villach      | Villach      | Oberstdorf   | Rælingen               | Rælingen               | Calgary       | Calgary     | Park City     | Park City     | Oberhof          | Ruka             | Ruka             | Lahti            | Lahti         | Sankt Moritz  | Engelberg    | Innsbruck    | Sapporo       | Sapporo       | Sapporo    | Bischofshofen | Bischofshofen | Ishpeming     | Ishpeming     | Courchevel       | Courchevel | Lauscha   | Westby     | Westby     | Braunlage | Braunlage | Gallio | Gallio  | Planica | Iron Mountain | Iron Mountain | Schönwald | Schönwald | Zaō    | Zaō    | Vikersund | Vikersund | Vikersund | punkty |        |        |        |        |        |        |        |        |        |        |        |        |        |        |        |        |        |        |        |        |        |        |        |        |        |        |        |        |        |        |        |        |        |        |
| -                                                                             | -           | -            | -            | -            | -                      | -                      | -             | -           | -             | -             | -                | -                | -                | -                | -             | -             | -            | -            | -             | -             | -          | -             | -             | -             | -             | -                | -          | -         | -          | -          | -         | -         | -      | -       | -       | -             | -             | -         | -         | -      | -      | 28        | 21        | 24        | 20     |        |        |        |        |        |        |        |        |        |        |        |        |        |        |        |        |        |        |        |        |        |        |        |        |        |        |        |        |        |        |        |        |        |        |
| Sezon 2002/2003                                                               |             |              |              |              |                        |                        |               |             |               |               |                  |                  |                  |                  |               |               |              |              |               |               |            |               |               |               |               |                  |            |           |            |            |           |           |        |         |         |               |               |           |           |        |        |           |           |           |        |        |        |        |        |        |        |        |        |        |        |        |        |        |        |        |        |        |        |        |        |        |        |        |        |        |        |        |        |        |        |        |        |        |        |
| Lahti                                                                         | Lahti       | Liberec      | Liberec      | Sankt Moritz | Engelberg              | Seefeld                | Bischofshofen | Sapporo     | Sapporo       | Sapporo       | Planica          | Planica          | Titisee-Neustadt | Titisee-Neustadt | Braunlage     | Braunlage     | Willingen    | Zakopane     | Zakopane      | Eisenerz      | Eisenerz   | Westby        | Brotterode    | Brotterode    | Lauscha       | Ishpeming        | Ishpeming  | Ishpeming | Ruhpolding | Ruhpolding | Zaō       | Zaō       | Stryn  | Stryn   | punkty  | punkty        | punkty        | punkty    | punkty    | punkty | punkty | punkty    | punkty    | punkty    | punkty | punkty | punkty | punkty | punkty | punkty | punkty | punkty | punkty | punkty | punkty | punkty | punkty | punkty | punkty | punkty | punkty | punkty | punkty | punkty | punkty | punkty | punkty | punkty | punkty | punkty | punkty | punkty | punkty | punkty |        |        |        |        |        |
| 26                                                                            | 33          | -            | -            | 26           | -                      | 32                     | -             | -           | -             | -             | -                | -                | -                | -                | -             | -             | 51           | -            | -             | -             | -          | -             | -             | -             | -             | -                | -          | -         | -          | -          | -         | -         | -      | -       | 10      | 10            | 10            | 10        | 10        | 10     | 10     | 10        | 10        | 10        | 10     | 10     | 10     | 10     | 10     | 10     | 10     | 10     | 10     | 10     | 10     | 10     | 10     | 10     | 10     | 10     | 10     | 10     | 10     | 10     | 10     | 10     | 10     | 10     | 10     | 10     | 10     | 10     | 10     | 10     |        |        |        |        |        |
| Sezon 2003/2004                                                               |             |              |              |              |                        |                        |               |             |               |               |                  |                  |                  |                  |               |               |              |              |               |               |            |               |               |               |               |                  |            |           |            |            |           |           |        |         |         |               |               |           |           |        |        |           |           |           |        |        |        |        |        |        |        |        |        |        |        |        |        |        |        |        |        |        |        |        |        |        |        |        |        |        |        |        |        |        |        |        |        |        |        |
| Lillehammer                                                                   | Lillehammer | Sankt Moritz | Engelberg    | Seefeld      | Planica                | Planica                | Sapporo       | Sapporo     | Sapporo       | Bischofshofen | Bischofshofen    | Braunlage        | Braunlage        | Brotterode       | Brotterode    | Zakopane      | Westby       | Westby       | Iron Mountain | Iron Mountain | Kuopio     | Kuopio        | Vikersund     | Vikersund     | punkty        | punkty           | punkty     | punkty    | punkty     | punkty     | punkty    | punkty    | punkty | punkty  | punkty  | punkty        | punkty        | punkty    | punkty    | punkty | punkty | punkty    | punkty    | punkty    | punkty | punkty | punkty | punkty | punkty | punkty | punkty | punkty | punkty | punkty | punkty | punkty | punkty | punkty | punkty | punkty | punkty | punkty | punkty | punkty |        |        |        |        |        |        |        |        |        |        |        |        |        |        |        |
| -                                                                             | -           | -            | -            | -            | -                      | -                      | -             | -           | -             | -             | -                | -                | -                | -                | -             | -             | -            | -            | -             | -             | 20         | 9             | -             | -             | 40            | 40               | 40         | 40        | 40         | 40         | 40        | 40        | 40     | 40      | 40      | 40            | 40            | 40        | 40        | 40     | 40     | 40        | 40        | 40        | 40     | 40     | 40     | 40     | 40     | 40     | 40     | 40     | 40     | 40     | 40     | 40     | 40     | 40     | 40     | 40     | 40     | 40     | 40     | 40     |        |        |        |        |        |        |        |        |        |        |        |        |        |        |        |
| Sezon 2005/2006                                                               |             |              |              |              |                        |                        |               |             |               |               |                  |                  |                  |                  |               |               |              |              |               |               |            |               |               |               |               |                  |            |           |            |            |           |           |        |         |         |               |               |           |           |        |        |           |           |           |        |        |        |        |        |        |        |        |        |        |        |        |        |        |        |        |        |        |        |        |        |        |        |        |        |        |        |        |        |        |        |        |        |        |        |
| Rovaniemi                                                                     | Rovaniemi   | Harrachov    | Sankt Moritz | Engelberg    | Engelberg              | Planica                | Planica       | Sapporo     | Sapporo       | Sapporo       | Titisee-Neustadt | Titisee-Neustadt | Braunlage        | Braunlage        | Villach       | Villach       | Zakopane     | Zakopane     | Iron Mountain | Iron Mountain | Brotterode | Vikersund     | Vikersund     | Bischofshofen | Bischofshofen | punkty           | punkty     | punkty    | punkty     | punkty     | punkty    | punkty    | punkty | punkty  | punkty  | punkty        | punkty        | punkty    | punkty    | punkty | punkty | punkty    | punkty    | punkty    | punkty | punkty | punkty | punkty | punkty | punkty | punkty | punkty | punkty | punkty | punkty | punkty | punkty | punkty | punkty | punkty | punkty | punkty | punkty | punkty | punkty |        |        |        |        |        |        |        |        |        |        |        |        |        |        |
| 33                                                                            | 30          | -            | -            | -            | -                      | -                      | -             | -           | -             | -             | -                | -                | -                | -                | -             | -             | -            | -            | -             | -             | -          | -             | -             | -             | -             | 1                | 1          | 1         | 1          | 1          | 1         | 1         | 1      | 1       | 1       | 1             | 1             | 1         | 1         | 1      | 1      | 1         | 1         | 1         | 1      | 1      | 1      | 1      | 1      | 1      | 1      | 1      | 1      | 1      | 1      | 1      | 1      | 1      | 1      | 1      | 1      | 1      | 1      | 1      | 1      |        |        |        |        |        |        |        |        |        |        |        |        |        |        |
| Sezon 2006/2007                                                               |             |              |              |              |                        |                        |               |             |               |               |                  |                  |                  |                  |               |               |              |              |               |               |            |               |               |               |               |                  |            |           |            |            |           |           |        |         |         |               |               |           |           |        |        |           |           |           |        |        |        |        |        |        |        |        |        |        |        |        |        |        |        |        |        |        |        |        |        |        |        |        |        |        |        |        |        |        |        |        |        |        |        |
| Rovaniemi                                                                     | Rovaniemi   | Rovaniemi    | Rovaniemi    | Engelberg    | Engelberg              | Planica                | Planica       | Sapporo     | Sapporo       | Sapporo       | Pragelato        | Pragelato        | Westby           | Westby           | Iron Mountain | Iron Mountain | Oberhof      | Oberhof      | Trondheim     | Trondheim     | Vikersund  | Vikersund     | Zakopane      | punkty        | punkty        | punkty           | punkty     | punkty    | punkty     | punkty     | punkty    | punkty    | punkty | punkty  | punkty  | punkty        | punkty        | punkty    | punkty    | punkty | punkty | punkty    | punkty    | punkty    | punkty | punkty | punkty | punkty | punkty | punkty | punkty | punkty | punkty | punkty | punkty | punkty | punkty | punkty | punkty | punkty | punkty | punkty | punkty |        |        |        |        |        |        |        |        |        |        |        |        |        |        |        |        |
| 73                                                                            | 70          | 37           | 39           | -            | -                      | -                      | -             | -           | -             | -             | -                | -                | -                | -                | -             | -             | -            | -            | -             | -             | -          | -             | -             | 0             | 0             | 0                | 0          | 0         | 0          | 0          | 0         | 0         | 0      | 0       | 0       | 0             | 0             | 0         | 0         | 0      | 0      | 0         | 0         | 0         | 0      | 0      | 0      | 0      | 0      | 0      | 0      | 0      | 0      | 0      | 0      | 0      | 0      | 0      | 0      | 0      | 0      | 0      | 0      |        |        |        |        |        |        |        |        |        |        |        |        |        |        |        |        |
| Sezon 2007/2008                                                               |             |              |              |              |                        |                        |               |             |               |               |                  |                  |                  |                  |               |               |              |              |               |               |            |               |               |               |               |                  |            |           |            |            |           |           |        |         |         |               |               |           |           |        |        |           |           |           |        |        |        |        |        |        |        |        |        |        |        |        |        |        |        |        |        |        |        |        |        |        |        |        |        |        |        |        |        |        |        |        |        |        |        |
| Pragelato                                                                     | Pragelato   | Rovaniemi    | Rovaniemi    | Rovaniemi    | Garmisch-Partenkirchen | Garmisch-Partenkirchen | Engelberg     | Engelberg   | Kranj         | Kranj         | Sapporo          | Sapporo          | Sapporo          | Brotterode       | Zakopane      | Zakopane      | Hinterzarten | Hinterzarten | Iron Mountain | Ramsau        | Ramsau     | Whistler      | Whistler      | Trondheim     | Trondheim     | Vikersund        | Vikersund  | punkty    | punkty     | punkty     | punkty    | punkty    | punkty | punkty  | punkty  | punkty        | punkty        | punkty    | punkty    | punkty | punkty | punkty    | punkty    | punkty    | punkty | punkty | punkty | punkty | punkty | punkty | punkty | punkty | punkty | punkty | punkty | punkty | punkty | punkty | punkty | punkty | punkty | punkty | punkty | punkty | punkty | punkty | punkty |        |        |        |        |        |        |        |        |        |        |        |        |
| -                                                                             | -           | 43           | 50           | 37           | -                      | -                      | -             | -           | -             | -             | -                | -                | -                | -                | -             | -             | -            | -            | -             | -             | -          | -             | -             | 52            | 50            | 30               | 29         | 3         | 3          | 3          | 3         | 3         | 3      | 3       | 3       | 3             | 3             | 3         | 3         | 3      | 3      | 3         | 3         | 3         | 3      | 3      | 3      | 3      | 3      | 3      | 3      | 3      | 3      | 3      | 3      | 3      | 3      | 3      | 3      | 3      | 3      | 3      | 3      | 3      | 3      | 3      | 3      |        |        |        |        |        |        |        |        |        |        |        |        |
| Legenda                                                                       |             |              |              |              |                        |                        |               |             |               |               |                  |                  |                  |                  |               |               |              |              |               |               |            |               |               |               |               |                  |            |           |            |            |           |           |        |         |         |               |               |           |           |        |        |           |           |           |        |        |        |        |        |        |        |        |        |        |        |        |        |        |        |        |        |        |        |        |        |        |        |        |        |        |        |        |        |        |        |        |        |        |        |
| 1 2 3 4-10 11-30 poniżej 30 dq – dyskwalifikacja - – zawodnik nie wystartował |             |              |              |              |                        |                        |               |             |               |               |                  |                  |                  |                  |               |               |              |              |               |               |            |               |               |               |               |                  |            |           |            |            |           |           |        |         |         |               |               |           |           |        |        |           |           |           |        |        |        |        |        |        |        |        |        |        |        |        |        |        |        |        |        |        |        |        |        |        |        |        |        |        |        |        |        |        |        |        |        |        |        |

### FIS Cup

#### Miejsca w klasyfikacji generalnej
| Sezon     | Liczba punktów | Miejsce |
| --------- | -------------- | ------- |
| 2007/2008 | 145            | 30.     |

#### Miejsca w poszczególnych konkursach FIS Cup
| Źródło                                                                        | Źródło        | Źródło         | Źródło         | Źródło | Źródło | Źródło     | Źródło     | Źródło   | Źródło   | Źródło    | Źródło    | Źródło  | Źródło  | Źródło   | Źródło   | Źródło | Źródło | Źródło  | Źródło  | Źródło   | Źródło   | Źródło  | Źródło | Źródło | Źródło | Źródło | Źródło | Źródło | Źródło | Źródło | Źródło | Źródło | Źródło | Źródło | Źródło | Źródło | Źródło | Źródło | Źródło |
| ----------------------------------------------------------------------------- | ------------- | -------------- | -------------- | ------ | ------ | ---------- | ---------- | -------- | -------- | --------- | --------- | ------- | ------- | -------- | -------- | ------ | ------ | ------- | ------- | -------- | -------- | ------- | ------ | ------ | ------ | ------ | ------ | ------ | ------ | ------ | ------ | ------ | ------ | ------ | ------ | ------ | ------ | ------ | ------ |
| Sezon 2007/2008                                                               |               |                |                |        |        |            |            |          |          |           |           |         |         |          |          |        |        |         |         |          |          |         |        |        |        |        |        |        |        |        |        |        |        |        |        |        |        |        |        |
| Bischofshofen                                                                 | Bischofshofen | Oberwiesenthal | Oberwiesenthal | Falun  | Falun  | Einsiedeln | Einsiedeln | Notodden | Notodden | Harrachov | Harrachov | Lauscha | Lauscha | Eisenerz | Eisenerz | Kuopio | Kuopio | Szczyrk | Szczyrk | Whistler | Whistler | Sapporo | Zaō    | Zaō    | punkty |        |        |        |        |        |        |        |        |        |        |        |        |        |        |
| -                                                                             | -             | -              | -              | 7      | 5      | -          | -          | -        | -        | -         | -         | -       | -       | -        | -        | 8      | 8      | -       | -       | -        | -        | -       | -      | -      | 145    |        |        |        |        |        |        |        |        |        |        |        |        |        |        |
| Legenda                                                                       |               |                |                |        |        |            |            |          |          |           |           |         |         |          |          |        |        |         |         |          |          |         |        |        |        |        |        |        |        |        |        |        |        |        |        |        |        |        |        |
| 1 2 3 4-10 11-30 poniżej 30 dq – dyskwalifikacja - − zawodnik nie wystartował |               |                |                |        |        |            |            |          |          |           |           |         |         |          |          |        |        |         |         |          |          |         |        |        |        |        |        |        |        |        |        |        |        |        |        |        |        |        |        |

### Letnie Grand Prix

#### Miejsca w klasyfikacji generalnej
| Sezon | Liczba punktów | Miejsce |
| ----- | -------------- | ------- |
| 2002  | 0              | –       |
| 2003  | 21             | 33.     |
| 2004  | 0              | –       |
| 2005  | 0              | –       |
| 2006  | 16             | 60.     |

#### Miejsca w poszczególnych konkursach Letniego Grand Prix
| Źródło | Źródło       | Źródło     | Źródło     | Źródło    | Źródło        | Źródło | Źródło | Źródło      | Źródło  | Źródło | Źródło | Źródło | Źródło | Źródło | Źródło | Źródło | Źródło | Źródło | Źródło | Źródło | Źródło | Źródło | Źródło | Źródło | Źródło | Źródło |
| --- | ------------ | ---------- | ---------- | --------- | ------------- | ------ | ------ | ----------- | ------- | ------ | ------ | ------ | ------ | ------ | ------ | ------ | ------ | ------ | ------ | ------ | ------ | ------ | ------ | ------ | ------ | ------ |
| 2002 |              |            |            |           |               |        |        |             |         |        |        |        |        |        |        |        |        |        |        |        |        |        |        |        |        |        |
| Hinterzarten | Hinterzarten | Courchevel | Lahti      | Lahti     | Innsbruck     | punkty | punkty | punkty      | punkty  | punkty | punkty | punkty | punkty | punkty |        |        |        |        |        |        |        |        |        |        |        |        |
| q | q            | q          | q          | 43        | q             | 0      | 0      | 0           | 0       | 0      | 0      | 0      | 0      | 0      |        |        |        |        |        |        |        |        |        |        |        |        |
| 2003 |              |            |            |           |               |        |        |             |         |        |        |        |        |        |        |        |        |        |        |        |        |        |        |        |        |        |
| Hinterzarten | Courchevel   | Predazzo   | Innsbruck  | punkty    | punkty        | punkty | punkty | punkty      | punkty  | punkty | punkty | punkty |        |        |        |        |        |        |        |        |        |        |        |        |        |        |
| 42 | 25           | 24         | 23         | 21        | 21            | 21     | 21     | 21          | 21      | 21     | 21     | 21     |        |        |        |        |        |        |        |        |        |        |        |        |        |        |
| 2004 |              |            |            |           |               |        |        |             |         |        |        |        |        |        |        |        |        |        |        |        |        |        |        |        |        |        |
| Hinterzarten | Courchevel   | Zakopane   | Predazzo   | Innsbruck | Hakuba        | Hakuba | punkty | punkty      | punkty  | punkty | punkty | punkty | punkty | punkty | punkty |        |        |        |        |        |        |        |        |        |        |        |
| q | 40           | -          | -          | -         | q             | 47     | 0      | 0           | 0       | 0      | 0      | 0      | 0      | 0      | 0      |        |        |        |        |        |        |        |        |        |        |        |
| 2005 |              |            |            |           |               |        |        |             |         |        |        |        |        |        |        |        |        |        |        |        |        |        |        |        |        |        |
| Hinterzarten | Einsiedeln   | Courchevel | Zakopane   | Predazzo  | Bischofshofen | Hakuba | Hakuba | punkty      | punkty  | punkty | punkty | punkty | punkty | punkty | punkty | punkty |        |        |        |        |        |        |        |        |        |        |
| q | -            | -          | -          | 39        | 43            | -      | -      | 0           | 0       | 0      | 0      | 0      | 0      | 0      | 0      | 0      |        |        |        |        |        |        |        |        |        |        |
| 2006 |              |            |            |           |               |        |        |             |         |        |        |        |        |        |        |        |        |        |        |        |        |        |        |        |        |        |
| Hinterzarten | Predazzo     | Einsiedeln | Courchevel | Zakopane  | Kranj         | Hakuba | Hakuba | Klingenthal | Oberhof | punkty |        |        |        |        |        |        |        |        |        |        |        |        |        |        |        |        |
| q | dns          | -          | -          | 39        | 15            | -      | -      | 32          | q       | 16     |        |        |        |        |        |        |        |        |        |        |        |        |        |        |        |        |
| Legenda |              |            |            |           |               |        |        |             |         |        |        |        |        |        |        |        |        |        |        |        |        |        |        |        |        |        |
| 1 2 3 4-10 11-30 poniżej 30 dq – dyskwalifikacja q – dyskwalifikacja w kwalifikacjach q – zawodnik nie zakwalifikował się - – zawodnik nie wystartował |              |            |            |           |               |        |        |             |         |        |        |        |        |        |        |        |        |        |        |        |        |        |        |        |        |        |

### Letni Puchar Kontynentalny

#### Miejsca w klasyfikacji generalnej
| Sezon | Liczba punktów | Miejsce |
| ----- | -------------- | ------- |
| 2002  | 4              | 101.    |
| 2003  | 30             | 60.     |
| 2004  | 13             | 67.     |
| 2005  | 58             | 49.     |

#### Miejsca w poszczególnych konkursach Letniego Pucharu Kontynentalnego
| Źródło                                                                        | Źródło  | Źródło     | Źródło     | Źródło     | Źródło     | Źródło                 | Źródło                 | Źródło      | Źródło    | Źródło    | Źródło      | Źródło      | Źródło | Źródło | Źródło | Źródło | Źródło | Źródło | Źródło | Źródło | Źródło | Źródło | Źródło | Źródło | Źródło | Źródło |
| ----------------------------------------------------------------------------- | ------- | ---------- | ---------- | ---------- | ---------- | ---------------------- | ---------------------- | ----------- | --------- | --------- | ----------- | ----------- | ------ | ------ | ------ | ------ | ------ | ------ | ------ | ------ | ------ | ------ | ------ | ------ | ------ | ------ |
| 2002                                                                          |         |            |            |            |            |                        |                        |             |           |           |             |             |        |        |        |        |        |        |        |        |        |        |        |        |        |        |
| Velenje                                                                       | Velenje | Oberstdorf | Rælingen   | Rælingen   | Falun      | Calgary                | Calgary                | Park City   | Park City | punkty    | punkty      | punkty      | punkty | punkty | punkty | punkty | punkty | punkty |        |        |        |        |        |        |        |        |
| 27                                                                            | dq      | -          | 40         | 33         | 39         | -                      | -                      | -           | -         | 4         | 4           | 4           | 4      | 4      | 4      | 4      | 4      | 4      |        |        |        |        |        |        |        |        |
| 2003                                                                          |         |            |            |            |            |                        |                        |             |           |           |             |             |        |        |        |        |        |        |        |        |        |        |        |        |        |        |
| Velenje                                                                       | Velenje | Calgary    | Calgary    | Park City  | Park City  | Garmisch-Partenkirchen | Garmisch-Partenkirchen | Trondheim   | Trondheim | punkty    | punkty      | punkty      | punkty | punkty | punkty | punkty | punkty | punkty |        |        |        |        |        |        |        |        |
| 48                                                                            | 31      | -          | -          | -          | -          | 17                     | 15                     | -           | -         | 30        | 30          | 30          | 30     | 30     | 30     | 30     | 30     | 30     |        |        |        |        |        |        |        |        |
| 2004                                                                          |         |            |            |            |            |                        |                        |             |           |           |             |             |        |        |        |        |        |        |        |        |        |        |        |        |        |        |
| Velenje                                                                       | Velenje | Oberstdorf | Oberstdorf | Ramsau     | Ramsau     | Lillehammer            | Lillehammer            | punkty      | punkty    | punkty    | punkty      | punkty      | punkty | punkty | punkty | punkty |        |        |        |        |        |        |        |        |        |        |
| 39                                                                            | 40      | 18         | dq         | -          | -          | -                      | -                      | 13          | 13        | 13        | 13          | 13          | 13     | 13     | 13     | 13     |        |        |        |        |        |        |        |        |        |        |
| 2005                                                                          |         |            |            |            |            |                        |                        |             |           |           |             |             |        |        |        |        |        |        |        |        |        |        |        |        |        |        |
| Velenje                                                                       | Velenje | Kranj      | Einsiedeln | Einsiedeln | Oberstdorf | Oberstdorf             | Lillehammer            | Lillehammer | Park City | Park City | Lake Placid | Lake Placid | punkty |        |        |        |        |        |        |        |        |        |        |        |        |        |
| -                                                                             | -       | -          | -          | -          | 8          | 10                     | -                      | -           | -         | -         | -           | -           | 58     |        |        |        |        |        |        |        |        |        |        |        |        |        |
| Legenda                                                                       |         |            |            |            |            |                        |                        |             |           |           |             |             |        |        |        |        |        |        |        |        |        |        |        |        |        |        |
| 1 2 3 4-10 11-30 poniżej 30 dq – dyskwalifikacja - − zawodnik nie wystartował |         |            |            |            |            |                        |                        |             |           |           |             |             |        |        |        |        |        |        |        |        |        |        |        |        |        |        |

### Miejsca na podium w mistrzostwach krajowych
W tabeli zawarto miejsca zajęte przez Jensa Salumäe na podium seniorskich mistrzostw Estonii i Finlandii w skokach narciarskich.
| Miejsce | Dzień               | Miejscowość | Skocznia     | Punkt K | Konkurs        | Skok 1 | Skok 2 | Nota         | Strata | Zwycięzca                                                                         |
| ------- | ------------------- | ----------- | ------------ | ------- | -------------- | ------ | ------ | ------------ | ------ | --------------------------------------------------------------------------------- |
| 1.      | 1 lutego 1998       | Otepää      | Tehvandi     | K-70    | ind.           | 71,0   | 72,0   | 240,6        | –      | –                                                                                 |
| 1.      | 12 września 1999    | Otepää      | Tehvandi     | K-70    | ind. (letnie)  | 71,5   | 68,5   | 234,0        | –      | –                                                                                 |
| 2.      | 20 lutego 2000      | Otepää      | Tehvandi     | K-70    | ind.           | 69,0   | 66,5   | 217,1        | 4,7    | Tambet Pikkor                                                                     |
| 1.      | 9 września 2000     | Otepää      | Tehvandi     | K-70    | ind. (letnie)  | 71,0   | 66,0   | 223,9        | –      | –                                                                                 |
| 1.      | 9 września 2000     | Otepää      | Tehvandi     | K-70    | druż. (letnie) | b.d.   | b.d.   | 622,3        | –      | –                                                                                 |
| 3.      | 23 marca 2001       | Otepää      | Tehvandi     | K-70    | ind.           | 64,5   | 70,0   | 213,4        | 4,8    | Jaan Jüris                                                                        |
| 2.      | 10 sierpnia 2001    | Otepää      | Tehvandi     | K-70    | druż. (letnie) | b.d.   | b.d.   | 652,3        | 13,4   | Nõmme SK II Roomet Pikkor Tambet Pikkor Rauno Pikkor                              |
| 2.      | 8 września 2001     | Otepää      | Tehvandi     | K-70    | ind. (letnie)  | 68,5   | 68,5   | 222,4        | 15,8   | Jaan Jüris                                                                        |
| 1.      | 21 marca 2002       | Otepää      | Tehvandi     | K-70    | ind.           | 70,5   | 70,0   | 231,1        | –      | –                                                                                 |
| 2.      | 21 września 2002    | Otepää      | Tehvandi     | K-70    | ind. (letnie)  | 68,0   | 70,5   | 223,7        | 15,9   | Jaan Jüris                                                                        |
| 2.      | 9 marca 2003        | Otepää      | Tehvandi     | K-70    | ind.           | 71,0   | 67,5   | 224,7        | 18,5   | Jaan Jüris                                                                        |
| 1.      | 20 września 2003    | Otepää      | Tehvandi     | K-70    | ind. (letnie)  | 70,0   | 69,5   | 232,9        | –      | –                                                                                 |
| 1.      | 20 marca 2004       | Otepää      | Tehvandi     | K-70    | ind.           | 70,0   | 68,5   | 229,2        | –      | –                                                                                 |
| 2.      | 13 sierpnia 2004    | Otepää      | Tehvandi     | K-70    | druż. (letnie) | b.d.   | b.d.   | 634,4        | 36,5   | Otepää SK I Kristjan Eljand Egert Malts Jaan Jüris                                |
| 1.      | 9 października 2004 | Otepää      | Tehvandi     | K-70    | ind. (letnie)  | 69,5   | 70,0   | 232,4        | –      | –                                                                                 |
| 2.      | 29 stycznia 2005    | Otepää      | Tehvandi     | K-70    | ind.           | 70,0   | 69,5   | 228,4        | 10,7   | Jaan Jüris                                                                        |
| 3.      | 16 września 2005    | Lahti       | Salpausselkä | K-90    | druż.          | b.d.   | b.d.   | 770,5        | 106,0  | Lahden Hiihtoseura I Tami Kiuru Janne Ahonen Kimmo Yliriesto Veli-Matti Lindström |
| 1.      | 9 września 2006     | Otepää      | Tehvandi     | K-70    | ind. (letnie)  | 70,0   | 72,0   | 231,9        | –      | –                                                                                 |
| 3.      | 16 września 2006    | Kuopio      | Puijo        | K-90    | druż.          | 70,0   | –      | 327,5 (68,5) | 113,0  | Lahden Hiihtoseura I Tami Kiuru Kimmo Yliriesto Veli-Matti Lindström Janne Ahonen |